# Liste der Biografien/Ser
Liste der Biografien |
Portal Biografien |
Personensuche
# |
A |
B |
C |
D |
E |
F |
G |
H |
I |
J |
K |
L |
M |
N |
O |
P |
Q |
R |
S |
T |
U |
V |
W |
X |
Y |
Z |
?
 
Sa |
Sb |
Sc |
Sd |
Se |
Sf |
Sg |
Sh |
Si |
Sj |
Sk |
Sl |
Sm |
Sn |
So |
Sp |
Sq |
Sr |
Ss |
St |
Su |
Sv |
Sw |
Sy |
Sz
 
Sea |
Seb |
Sec |
Sed |
See |
Sef |
Seg |
Seh |
Sei |
Sej |
Sek |
Sel |
Sem |
Sen |
Seo |
Sep |
Seq |
Ser |
Ses |
Set |
Seu |
Sev |
Sew |
Sex |
Sey |
Sez
Die Liste der Biografien führt alle Personen auf, die in der deutschsprachigen Wikipedia einen Artikel haben. Dieses ist eine Teilliste mit 987 Einträgen von Personen, deren Namen mit den Buchstaben „Ser“ beginnt.

## Ser
- Ser, Joseph (* 1875), französischer Mathematiker
- Ser-Od, Bat-Otschiryn (* 1981), mongolischer Langstreckenläufer
- Ser-Od, Dolgor (* 1973), mongolische Malerin

### Sera
- Sera Key († 1979), osttimoresischer Linksaktivist und Freiheitskämpfer
- Sera, Shunta (* 2001), japanischer Fußballspieler
- Sera, Yuzuru (1932–2004), japanischer Jazzpianist
- Seracini, Maurizio (* 1946), italienischer Messtechniker und Kunsthistoriker
- Serada, Ken’ichi (* 1973), japanischer Fußballspieler
- Serafima, Igumenija (1914–1999), russische Chemikerin, Ingenieurin und Nonne
- Serafimov, Martin (* 2000), mazedonischer Handballspieler
- Serafimovičs, Rauls Erlends (* 2004), lettischer Handballspieler
- Serafimow, Sergei Sawwitsch (1878–1939), russisch-sowjetischer Architekt und Hochschullehrer
- Serafimowitsch, Alexander (1863–1949), sowjetischer Schriftsteller
- Serafin, Daniel (* 1981), deutsch-österreichischer Opernsänger (Bariton) und KulturmanagerDaniel Serafin (* 1981)

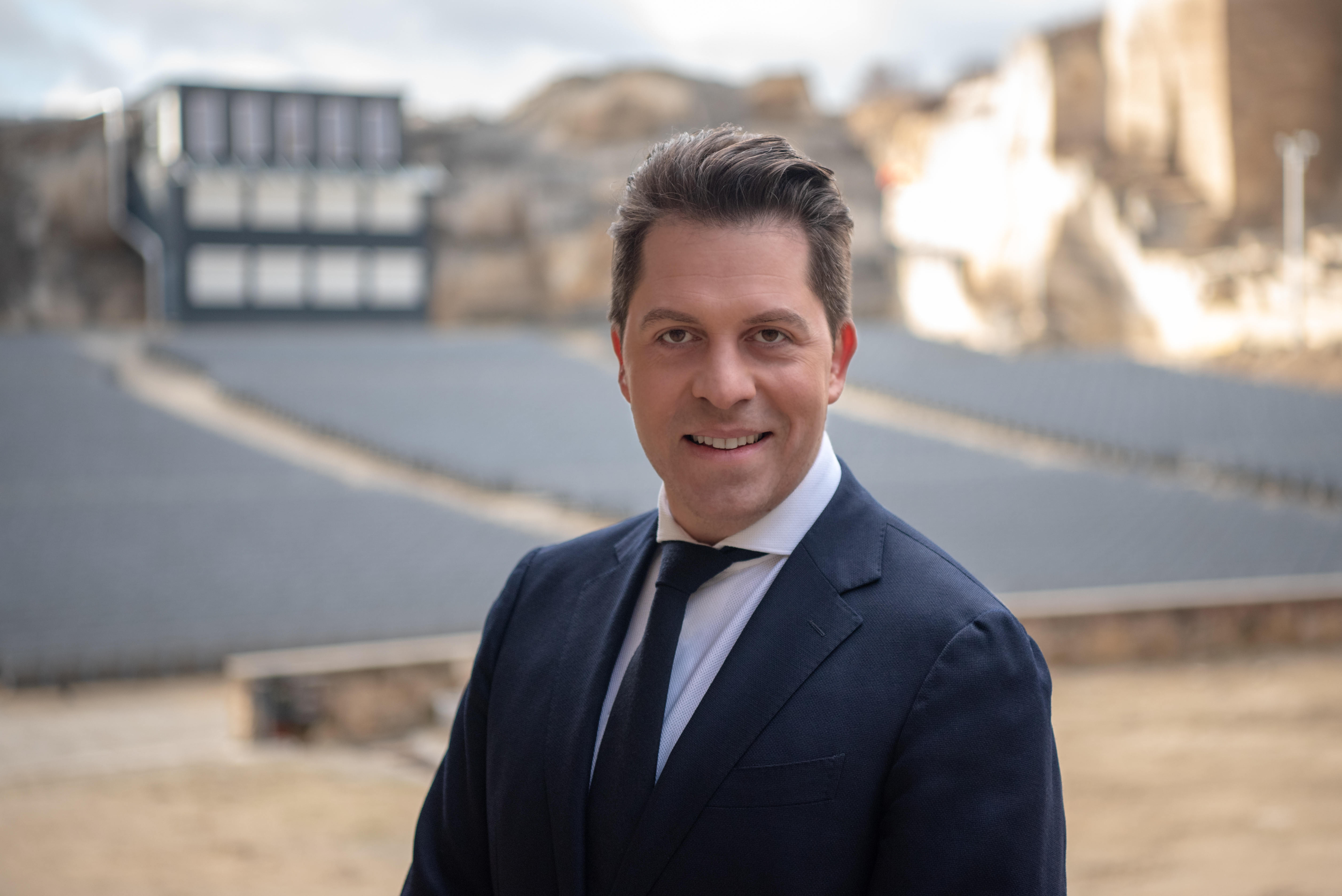
Daniel Serafin (* 1981)

- Serafin, Enzo (1912–1995), italienischer Kameramann
- Serafin, Harald (* 1931), österreichischer Sänger (Bariton)Harald Serafin (* 1931)

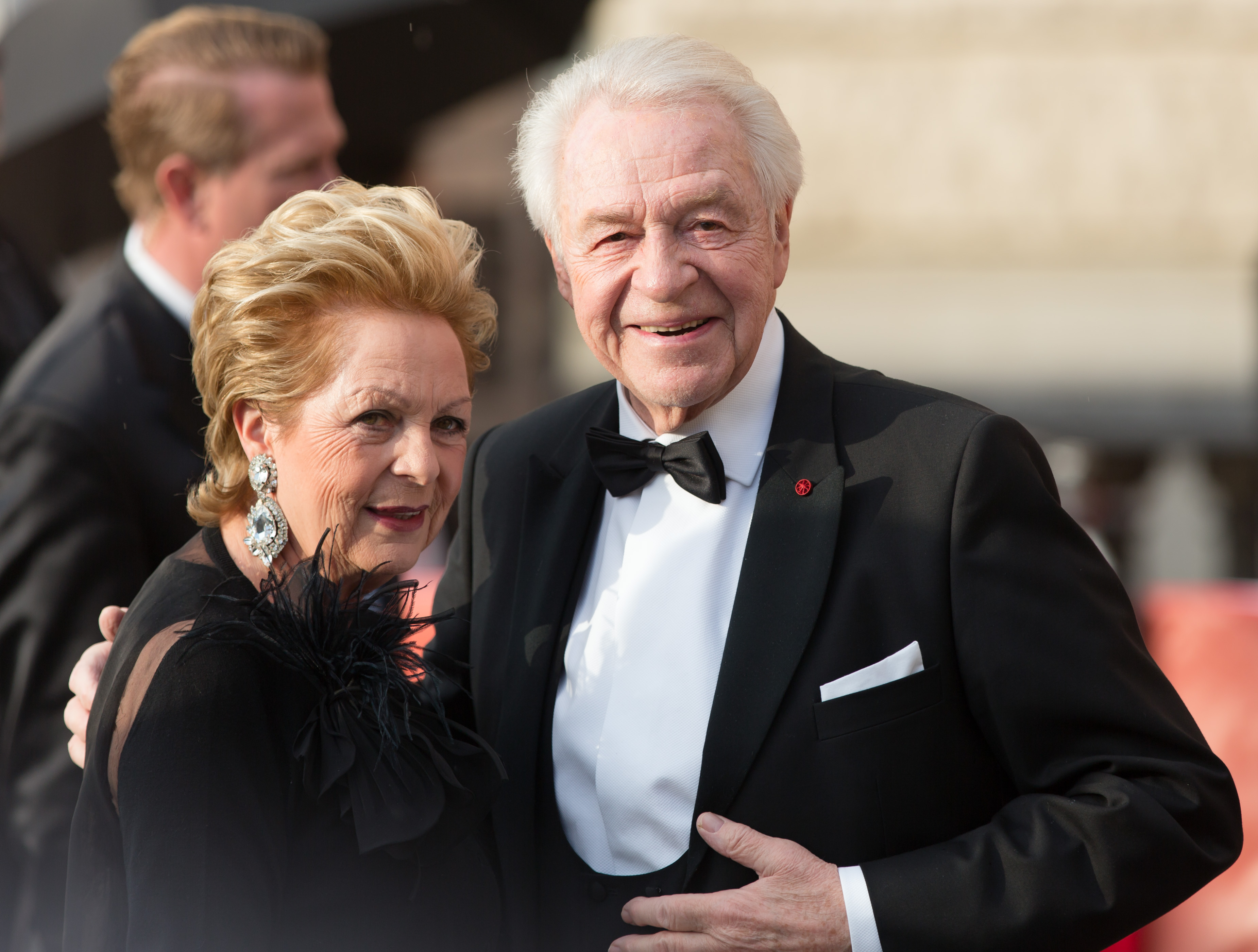
Harald Serafin (* 1931)

- Serafin, Józef (* 1944), polnischer Organist und Musikpädagoge
- Serafin, Martina (* 1970), österreichische Opernsängerin (Sopran)
- Serafin, Piotr (* 1974), polnischer Politiker
- Serafin, Tullio (1878–1968), italienischer Dirigent
- Serafin, Uwe (* 1962), deutscher Schauspieler
- Serafin, Władysław (* 1950), polnischer Politiker, Mitglied des Sejm
- Serafini, Amadeus (* 1991), US-amerikanischer Schauspieler
- Serafini, Anunciado (1898–1963), römisch-katholischer Bischof
- Serafini, Cristina (* 1978), italienische Schauspielerin
- Serafini, Domenico (1852–1918), italienischer Kardinal der römisch-katholischen Kirche
- Serafini, Dorino (1909–2000), italienischer Formel-1- und Motorradrennfahrer
- Serafini, Giorgio (* 1962), italienischer Regisseur
- Serafini, Giovanni, san-marinesischer Politiker
- Serafini, Giovanni (1786–1855), italienischer Kardinal
- Serafini, Giulio (1867–1938), italienischer Geistlicher, Bischof von Pescia und Kardinal der römisch-katholischen Kirche
- Serafini, Lorenzo (1773–1846), italienischer Ordensgeistlicher, Apostolischer Prediger und Titularerzbischof
- Serafini, Luigi (1808–1894), italienischer Kardinal der Römischen Kirche
- Serafini, Luigi (* 1949), italienischer Künstler, Architekt, Illustrator und Designer
- Serafini, Marco (* 1956), luxemburgischer Fernsehregisseur
- Serafini, Matteo (* 1978), italienischer Fußballspieler
- Serafini, Mauro (1859–1925), italienischer Mönch
- Serafini, Serafino de’ (1324–1393), italienischer Maler, im 14. Jh. tätig
- Serafini, Thaisa (* 1985), brasilianische Squashspielerin
- Serafino, Mia (* 1989), US-amerikanische Schauspielerin
- Serafinowicz, Leokadia (1915–2007), polnische Künstlerin, Schauspielerin und Puppenmacherin, Regisseurin, Bühnenbildnerin, Autorin
- Serafinowicz, Peter (* 1972), britischer Schauspieler, Comedian, Synchronsprecher und DrehbuchautorPeter Serafinowicz (* 1972)

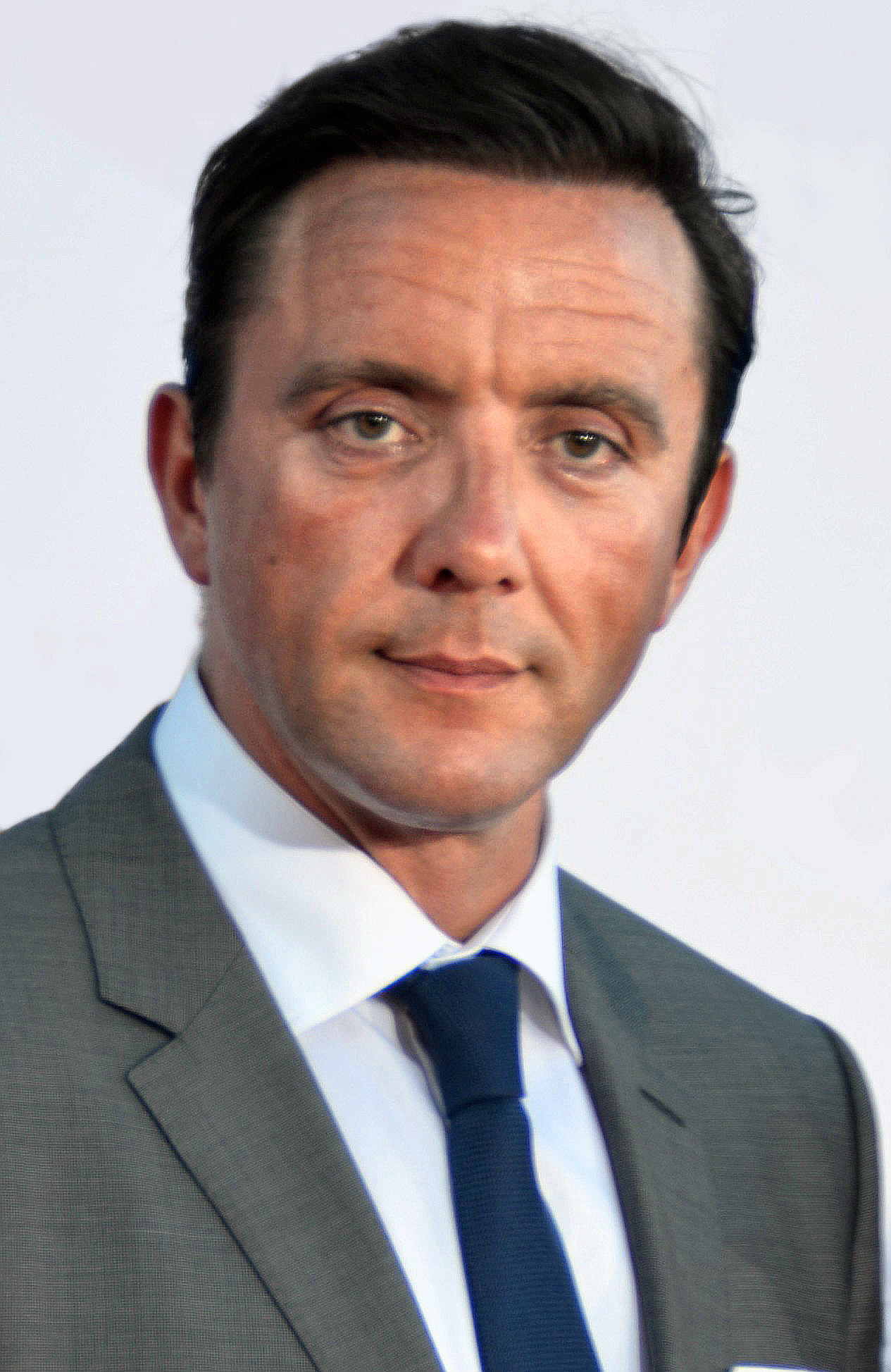
Peter Serafinowicz (* 1972)

- Serafińska, Anna (* 1974), polnische Jazzsängerin
- Serageldin, Ismail (* 1944), ägyptischer Wirtschaftswissenschaftler
- Serah, Sven (* 1994), deutscher Schauspieler
- Seraich, Omar (* 1997), algerischer Langstrecken- und Hindernisläufer
- Serain, Émilie (* 1984), Schweizer Freestyle-Skisportlerin
- Seraj, Mahbouba (* 1948), afghanische Journalistin und Frauenrechtlerin
- Seraja, israelitischer Rückkehrer aus dem Babylonischen Exil
- Séralini, Gilles-Éric (* 1960), algerisch-französischer Molekularbiologe
- Sérandour, Henri (1937–2009), französischer Sportfunktionär
- Serandrei, Mario (1907–1966), italienischer Filmeditor
- Serang, Nyi Ageng (1752–1838), indonesische Nationalheldin
- Serangeli, Jordi (* 1971), prähistorischer Archäologe
- Serano, Carmen (* 1973), US-amerikanische Schauspielerin
- Serano, Dennis (* 1981), belizischer Fußballspieler
- Serano, Greg (* 1972), US-amerikanischer Schauspieler
- Serano, Julia (* 1967), US-amerikanische Schriftstellerin, Transgender-Aktivistin und Biologin
- Serantes, Leopoldo (1962–2021), philippinischer Boxer
- Serantoni, Pietro (1906–1964), italienischer Fußballspieler und -trainer
- Serao, Matilde (1856–1927), italienische Journalistin und Autorin
- Serapa, antike römische Goldschmiedin
- Seraphim von Athen (1913–1998), griechisch orthodoxer Geistlicher und Erzbischof von Athen und gesamt Griechenland
- Seraphim von Glastonbury (* 1948), britischer Geistlicher, Metropolit und Oberhaupt der Britisch-Orthodoxen Kirche
- Seraphim von Sarow (1759–1833), russischer Mönch und MystikerSeraphim von Sarow (1759–1833)

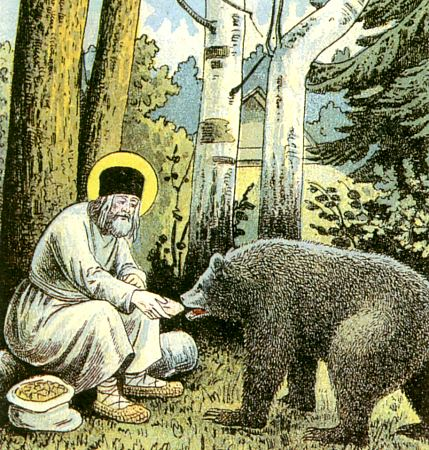
Seraphim von Sarow (1759–1833)

- Seraphim, August Robert (1863–1924), deutsch-baltischer Historiker
- Seraphim, Christian (* 1995), deutscher Tennisspieler
- Seraphim, Ernst (1862–1945), deutsch-baltischer Historiker, Journalist, Lehrer
- Seraphim, Ferdinand (1827–1894), deutsch-baltischer Jurist
- Seraphim, Hans-Günther (1903–1992), deutscher Historiker und Bibliothekar
- Seraphim, Hans-Jürgen (1899–1962), deutscher Wirtschaftshistoriker
- Seraphim, Peter-Heinz (1902–1979), deutscher Nationalökonom und Ostexperte im Nationalsozialismus
- Séraphin, Kevin (* 1989), französischer Basketballspieler
- Seraphin, Oliver (* 1943), dominicanischer Geschäftsmann und Politiker
- Seraphin, Sanctus, italienischer Geigenbauer
- Serapio, Marcus Rapilius, römischer Kunsthandwerker
- Serapion († 41 v. Chr.), Stratege Zyperns 43 v. Chr.
- Serapion, Märtyrer und Heiliger
- Serapion († 217), hellenistischer Astrologe
- Serapion († 1240), Mönch und Märtyrer
- Serapion von Alexandria, antiker griechischer Arzt, Empiriker
- Serapion von Alexandria, hellenistischer Astrologe
- Serapion von Antiochia († 211), Bischof von Antiochien
- Serapion von Thmuis, Bischof von Thmuis und Heiliger
- Serarius, Nicolaus (1555–1609), lothringischer Jesuit, Exeget und Historiker
- Şeras, Kerem (* 1984), türkischer Fußballspieler
- Serasinghe, Sawan (* 1994), australischer Badmintonspieler
- Serassi, Pierantonio (1721–1791), italienischer Schriftsteller und Literaturwissenschaftler
- Serato, Arrigo (1877–1948), italienischer Geiger und Musikpädagoge
- Serato, Massimo (1916–1989), italienischer SchauspielerMassimo Serato (1916–1989)

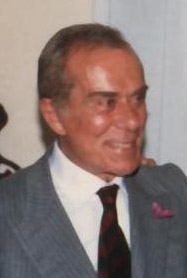
Massimo Serato (1916–1989)

- Seratrice, Vincenzo (* 1913), italienischer Kameramann
- Serauky, Eberhard (* 1940), deutscher Orientalist
- Serauky, Walter (1903–1959), deutscher Musikwissenschaftler und Händel-Forscher
- Serault, Noel, französischer Kupferstecher und Porträtkünstler des Barock

### Serb
- Serb, Oleksandr, ukrainischer Naturbahnrodler
- Șerban I. Cantacuzino († 1688), Fürst der Walachei
- Șerban, Alina (* 1987), rumänische Schauspielerin, Regisseurin und Autorin
- Șerban, Dennis (* 1976), rumänischer Fußballspieler
- Șerban, Florin (* 1975), rumänischer Filmregisseur und Drehbuchautor
- Șerban, George (1954–1998), rumänischer Journalist, Politiker und Schriftsteller
- Serban, Ioana (* 1981), rumänisch-deutsche Physikerin und Hochschullehrerin
- Șerban, Radu (1927–1984), rumänischer Komponist und Songwriter
- Șerban, Raluca (* 1997), rumänische Tennisspielerin
- Șerban, Rodica (* 1983), rumänische Ruderin
- Serbay, Tamer (* 1947), türkischer bildender Künstler in Deutschland
- Šerbec, Uroš (* 1968), jugoslawisch-slowenischer Handballspieler und -trainer
- Šerbedžija, Rade (* 1946), jugoslawischer bzw. kroatisch-slowenisch-nordmazedonischer SchauspielerRade Šerbedžija (* 1946)

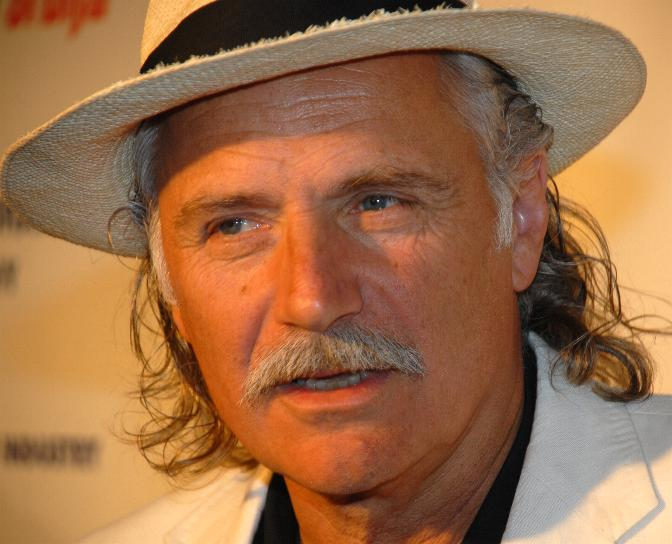
Rade Šerbedžija (* 1946)

- Serbelloni, Fabrizio (1695–1775), italienischer Kardinal der Römischen Kirche
- Serbelloni, Giovanni Antonio (1519–1591), italienischer Kardinalbischof und Kirchenpolitiker, Konzilslegat und -präsident
- Serbelloni, Johann Baptist (1697–1778), k. k. Feldmarschall und Malteserritter
- Serber Malkiel, Theresa (1874–1949), sozialistische, feministische Aktivistin, Autorin und Journalistin
- Serber, Robert (1909–1997), US-amerikanischer Physiker
- Serbes, Emrah (* 1981), türkischer Schriftsteller
- Serbes, Hakan (* 1974), deutscher Pornodarsteller türkischer Abstammung
- Șerbescu, Andrei (* 1977), rumänischer Architekt und Dozent
- Șerbescu, Silvia (1903–1965), rumänische Pianistin und Musikpädagogin
- Serbesowa, Mariana (* 1959), bulgarische Ruderin
- Serbest, Dilek (* 1981), türkische Schauspielerin und Model
- Serbest, Safa (* 1995), türkischer Fußballspieler
- Serbest, Saskia (* 2001), deutsche Eishockeyspielerin
- Serbest, Tarkan (* 1994), türkischer Fußballspieler
- Şerbetçigil, İsmail (* 1940), türkischer Fußballspieler
- Serbina, Nina (* 1952), ukrainisch-sowjetische Hochspringerin
- Serbina, Switlana (* 1980), ukrainische Wasserspringerin
- Serbser, Kurt (1896–1938), deutscher Politiker (NSDAP), MdR
- Serbski, Wladimir Petrowitsch (1858–1917), russischer Psychiater
- Șerbu, Gheorghe Vergil (* 1949), rumänischer Politiker und MdEP für Rumänien
- Serbyn, Roman (* 1939), kanadischer Historiker

### Serc
- Sercambi, Giovanni (1348–1424), italienischer Schriftsteller und Staatsmann
- Sercander, Sven (* 1966), deutscher Fußballspieler
- Serçe, Fehim Mücahit (* 1996), türkischer Fußballspieler
- Serçeler, Öznur (* 1987), türkische Schauspielerin
- Serchuk, Joseph (1919–1993), jüdischer Widerstandskämpfer im Zweiten Weltkrieg
- Sercien-Ugolin, Océane (* 1997), französische Handballspielerin
- Sercu, Albert (1918–1978), belgischer Radrennfahrer
- Sercu, Patrick (1944–2019), belgischer RadsportlerPatrick Sercu (1944–2019)

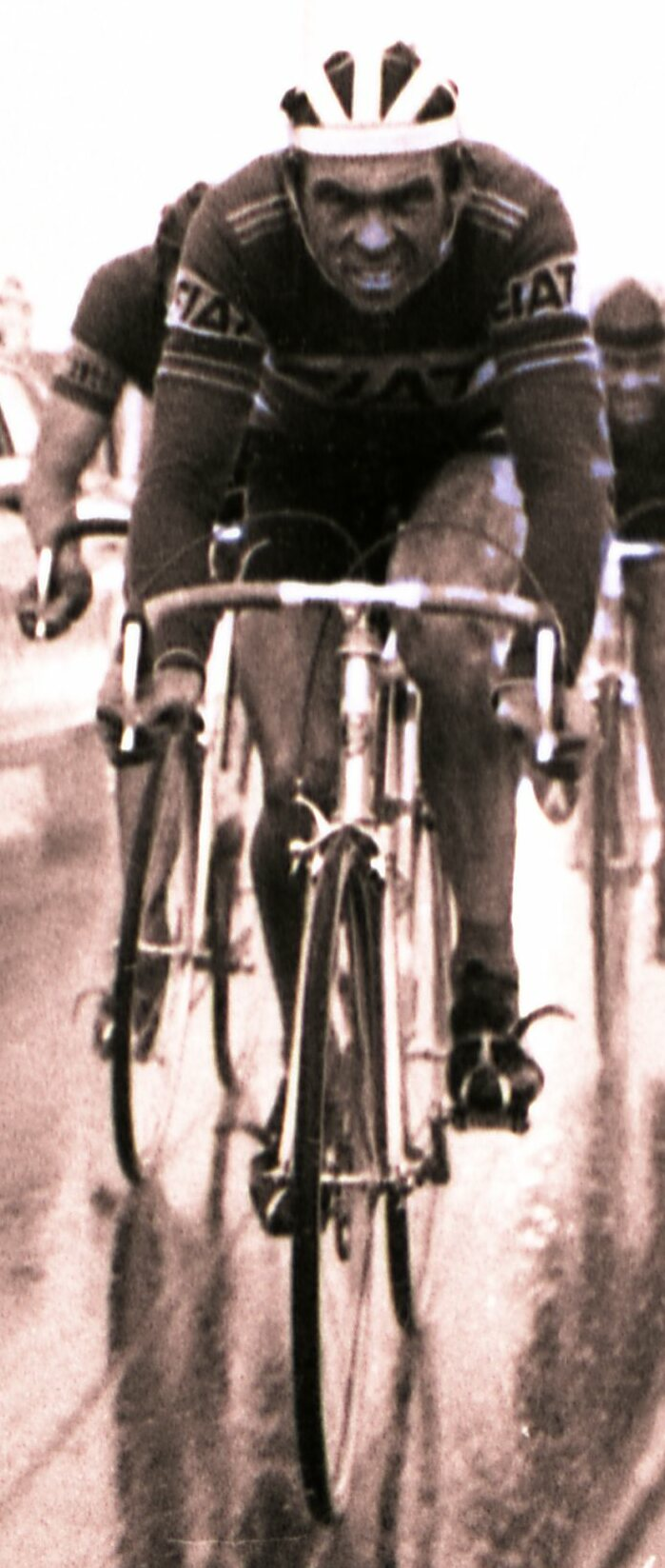
Patrick Sercu (1944–2019)

### Serd
- Serda, Charlotte (1910–1981), deutsche Schauspielerin, Journalistin und Fotografin
- Serda, Julia (1875–1965), österreichisch-deutsche Schauspielerin
- Serda-Teodorski, Aureli (1860–1942), Offizier in Polen
- Serdamba, Pürewdordschiin (* 1985), mongolischer Boxer
- Serdán, Aquiles (1877–1910), mexikanischer Revolutionär
- Serdar, Can (* 1996), deutsch-türkischer Fußballspieler
- Serdar, Kemal (* 1962), türkischer Fußballspieler
- Serdar, Suat (* 1997), deutsch-türkischer FußballspielerSuat Serdar (* 1997)

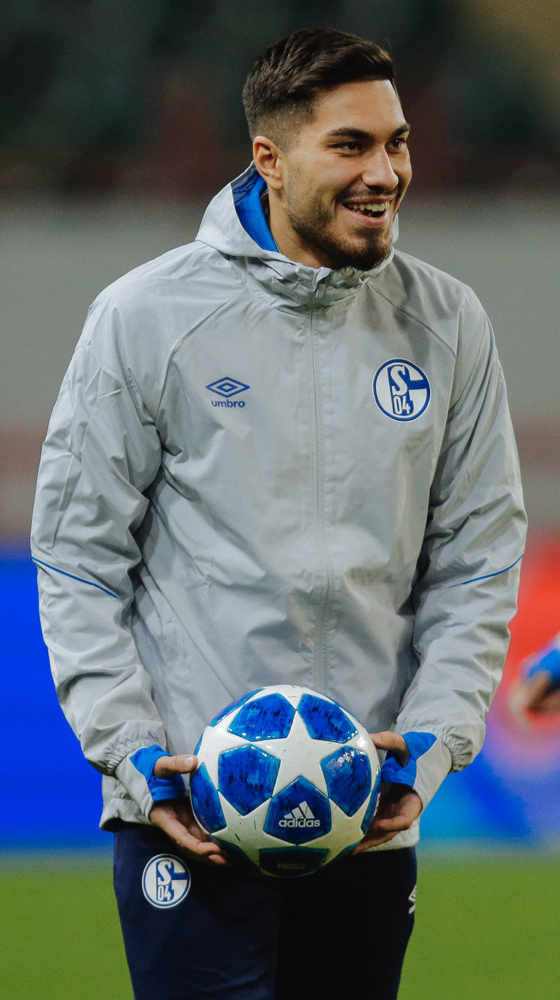
Suat Serdar (* 1997)

- Serdarevic, Bakir (* 2000), dänischer Basketballspieler
- Serdaroğlu, Ümit (1932–2005), türkischer Archäologe
- Serdarušić, Nino (* 1996), kroatischer Tennisspieler
- Serdarušić, Zvonimir (* 1950), deutscher Handballtrainer und kroatischer Handballtrainer und jugoslawischer Handballspieler
- Serdena, Gene (* 1969), US-amerikanischer Szenenbildner
- Serdengeçti, Süreyya (1952–2025), türkischer Wirtschaftswissenschaftler; Leiter der Türkischen Zentralbank
- Serdián, Miklós György (* 1954), ungarischer Schriftsteller, Übersetzer, Herausgeber und Verleger
- Serdinow, Andrij (* 1982), ukrainischer Schwimmer
- Serdio Guntín, Abel (* 1994), spanischer Handballspieler
- Serdjuk, Jewa (* 2004), ukrainische Beachvolleyballspielerin
- Serdjuk, Kateryna (* 1983), ukrainische Bogenschützin
- Serdjuk, Kateryna (* 1989), ukrainische Biathletin und Skilangläuferin
- Serdjuk, Mychailo (* 1989), ukrainischer Biathlet
- Serdjuk, Oleksandr (* 1978), ukrainischer Bogenschütze
- Serdjukow, Anatoli Eduardowitsch (* 1962), russischer Politiker
- Serdjukow, Andrei Nikolajewitsch (* 1962), russischer Generaloberst
- Serdjukow, Michail Iwanowitsch (1678–1754), russischer Unternehmer und Wasserbauer mongolischer Herkunft
- Serduchka, Verka (* 1973), ukrainischer SängerVerka Serduchka (* 1973)

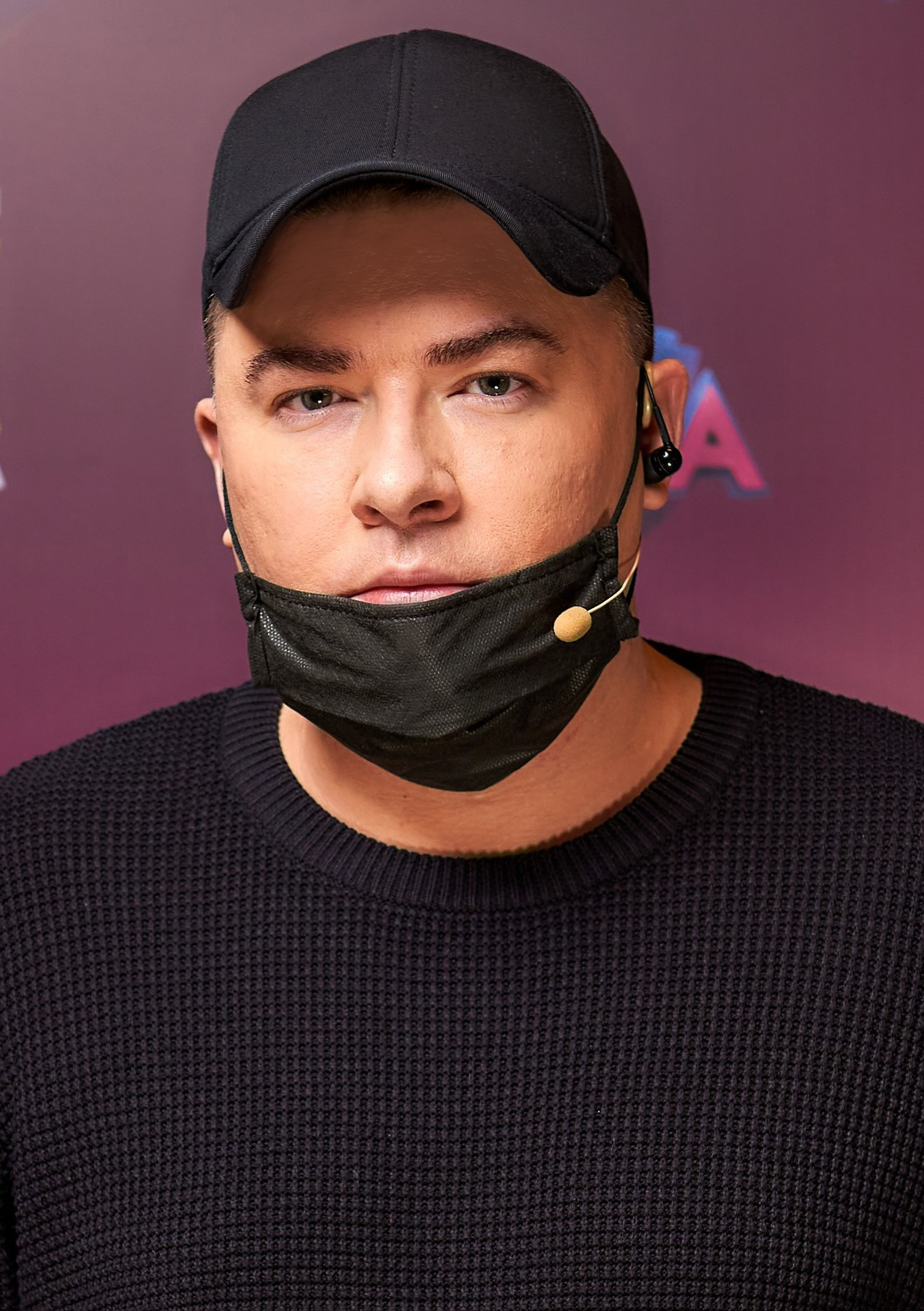
Verka Serduchka (* 1973)

- Serdült, Uwe (* 1967), Schweizer Politologe mit Hintergrund Informatik

### Sere
- Séré, Boubacar (* 1984), burkinischer Hochspringer
- Seré, Jorge (* 1961), uruguayischer Fußballtorhüter
- Sereba, Kouame, ivorischer Jazz- und Worldmusiker
- Serebrakian, Ani-Matilda (* 1989), armenische Skirennläuferin
- Serebrakian, Arman (* 1987), armenischer Skirennläufer
- Serebrennikow, Kirill Semjonowitsch (* 1969), russischer Theater-, Opern- und Filmregisseur
- Serebriakoff, Victor (1912–2000), englischer Vorsitzende von Mensa International
- Serebriakova, Maria (* 1965), russisch-deutsche Installations- und Konzeptkünstlerin
- Serebrian, Oleg (* 1969), moldauischer Politiker, Diplomat und Geopolitiker
- Serebrier, José (* 1938), uruguayischer Dirigent und Komponist
- Serebrjakow, Alexander Sergejewitsch (* 1987), russischer Straßenradrennfahrer
- Serebrjakow, Alexei Walerjewitsch (* 1964), russischer SchauspielerAlexei Walerjewitsch Serebrjakow (* 1964)

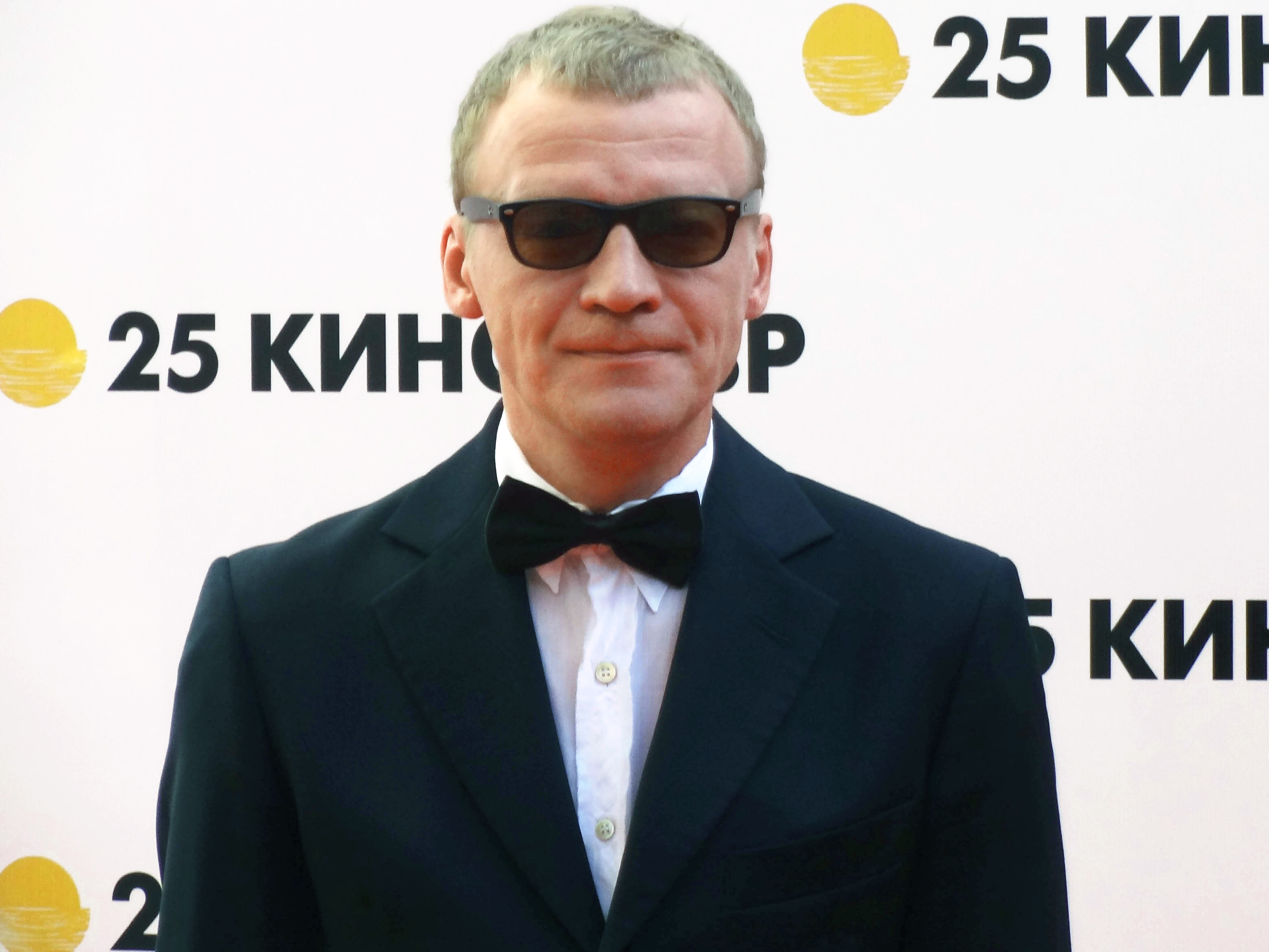
Alexei Walerjewitsch Serebrjakow (* 1964)

- Serebrjakow, Leonid Petrowitsch (1890–1937), russischer Kommunist
- Serebrjakow, Pawel Alexejewitsch (1909–1977), russischer Pianist und Musikpädagoge
- Serebrjakowa, Galina Iossifowna (1905–1980), sowjetische Schriftstellerin
- Serebrjakowa, Sinaida Jewgenjewna (1884–1967), russische Malerin
- Serebrjanska, Kateryna (* 1977), ukrainische Sportgymnastin
- Serebrow, Alexander Alexandrowitsch (1944–2013), sowjetischer Kosmonaut
- Serebrowski, Alexander Pawlowitsch (1884–1938), russischer Revolutionär, sowjetischer Ingenieur, Ökonom und Gelehrter
- Serebrowski, Alexander Sergejewitsch (1892–1948), sowjetischer Genetiker
- Sereda, Elisabeth, österreichische Journalistin
- Sereda, Oleksij (* 2005), ukrainischer Wasserspringer
- Serédi, Jusztinián György (1884–1945), ungarischer katholischer Geistlicher, Erzbischof von Esztergom und Kardinal
- Seredin, Jewgeni Alexejewitsch (1958–2006), russischer Schwimmer
- Seredina, Antonina Alexandrowna (1929–2016), russische Kanutin und Olympiasiegerin
- Serediuk, Andrzej (1959–2016), polnischer Radrennfahrer
- Šeredová, Alena (* 1978), tschechisches Model und SchauspielerinAlena Šeredová (* 1978)

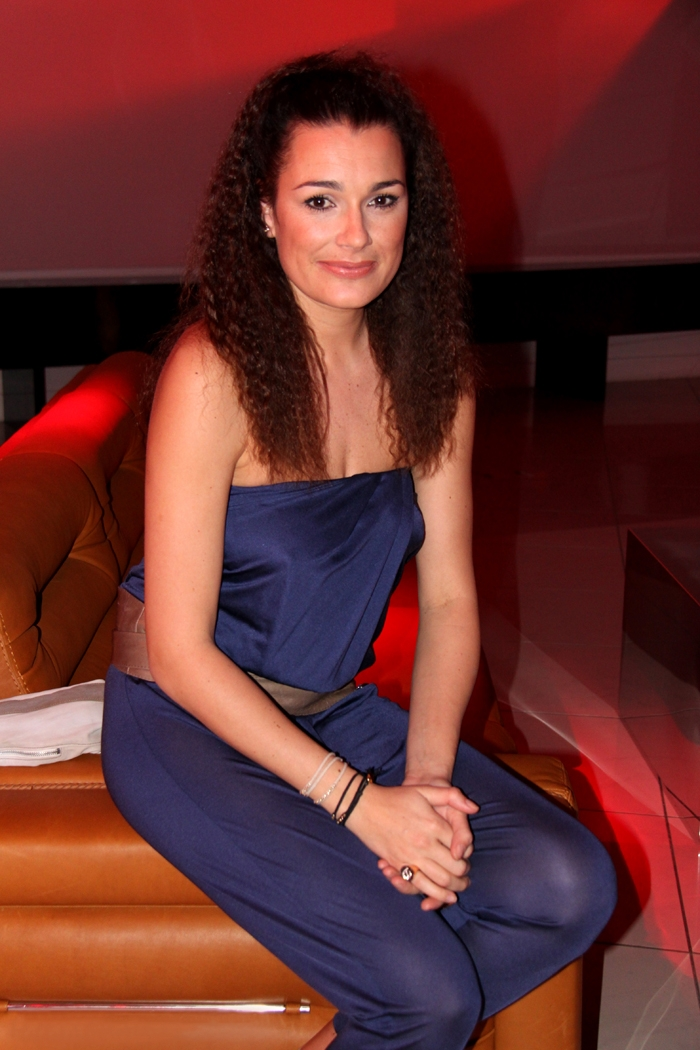
Alena Šeredová (* 1978)

- Şerefeddin Sabuncuoğlu, osmanischer Arzt und Chirurg
- Şerefhan (1543–1599), kurdischer Schriftsteller und Fürst
- Şereftuğ, Atilla (* 1950), türkisch-schweizerischer Komponist und Musikproduzent
- Seregély, István (1931–2018), ungarischer Geistlicher, römisch-katholischer Erzbischof von Eger
- Seregni, Vincenzo († 1594), italienischer Ingenieur, Architekt und Bildhauer der Renaissance
- Seregno, Nicolao da, Maler aus dem Kanton Tessin
- Serego Alighieri, Dante Di (1843–1895), Bürgermeister von Venedig
- Sereika, Albertas (* 1966), litauischer Politiker
- Sereika, Katie, US-amerikanische Schauspielerin, Yogini und Model
- Sereikaitė, Agnė (* 1994), litauische Shorttrackerin
- Sereikaitė, Vilija (* 1987), litauische Radrennfahrerin
- Sereinig, Daniel (* 1982), schweizerisch-österreichischer Fußballspieler
- Sereinig, Mattias (* 1984), österreichischer Fußballspieler
- Sereinigg, Jakob (1887–1964), österreichischer Politiker (SPÖ); Kärntner Landtagspräsident und Bürgermeister von Villach
- Sereinigg, Wilhelm (1913–2012), österreichischer Politiker (SPÖ); Kärntner Landtagsabgeordneter und Vizebürgermeister von Villach
- Serej (* 1977), Schweizer Rapper und Musiker
- Serem, Amos (* 2002), kenianischer Hindernisläufer
- Serem, Edmund (* 2007), kenianischer Hindernisläufer
- Serem, Noah Kiplagat (* 1976), kenianischer Marathonläufer
- Sereme, Bakary (* 1981), malischer Schwimmer
- Sereme, Dramane (* 1942), malischer Leichtathlet
- Seremet, Andrzej (* 1959), polnischer Jurist und seit dem 31. März 2010 Generalstaatsanwalt Polens
- Seremi, Erna (1896–1980), deutsche Sopranistin
- Şeren, Turgay (1932–2016), türkischer Fußballtorhüter, Fußballtrainer und -kommentator
- Serena von Rom, Christliche Märtyrerin, Heilige
- Serena von Spoleto, frühchristliche Märtyrin, Heilige
- Serena, Aldo (* 1960), italienischer Fußballspieler
- Serena, Carlo (1882–1972), italienischer Geistlicher und päpstlicher Diplomat
- Serena, Michele (* 1970), italienischer Fußballspieler und -trainer
- Serenario, Gaspare († 1759), italienischer Maler
- Serendero, David (* 1934), chilenischer Geiger, Dirigent, Komponist und Musikpädagoge
- Serenelli, Giancarlo (* 1981), venezolanischer Automobilrennfahrer
- Serengülian, Vartkes (1871–1915), armenischer Aktivist und osmanischer Politiker
- Sereni, Enzo (1905–1944), italienischer Zionist und Widerstandskämpfer gegen den Faschismus
- Sereni, Mario (1928–2015), italienischer Opernsänger (Bariton)
- Sereni, Matteo (* 1975), italienischer Fußballtorhüter
- Sereni, Vittorio (1913–1983), italienischer Dichter, Schriftsteller und Übersetzer
- Serenio, Alexander, schweizerisch-österreichischer Bildhauer und Stuckateur
- Serenio, Josef Anton († 1710), österreichischer Bildhauer und Stuckateur
- Serenity (* 1969), US-amerikanische Pornodarstellerin, Stripperin und VerlegerinSerenity (* 1969)

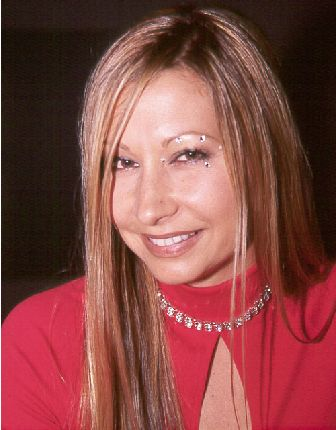
Serenity (* 1969)

- Serenius, Per-Olof (* 1948), schwedischer Eisspeedway-Fahrer
- Serenko, Darja Andrejewna (* 1993), russische Lyrikerin, Kuratorin und Künstlerin, Feministin und LGBTQ-Aktivistin
- Sereno, Gutty (* 1983), portugiesischer Fußballspieler
- Sereno, Henrique (* 1985), portugiesischer Fußballspieler
- Sereno, Paul (* 1957), amerikanischer Paläontologe
- Serensen, Sergei Wladimirowitsch (1905–1977), ukrainisch-sowjetischer Ingenieur und Werkstoffwissenschaftler
- Serenus, Patriarch von Aquileia
- Serenus von Antinoupolis, Mathematiker der Antike
- Serenus von Sirmium, Märtyrer, Heiliger
- Serenus, Quintus, römischer Gelehrter
- Sereny, Gitta (1921–2012), ungarischstämmige, britische Biografin, Historikerin und Journalistin
- Serényi, Béla (1866–1919), ungarischer Politiker und Minister für Ackerbau und Handel
- Serényi, Franz Joseph von (1664–1705), kaiserlich habsburgischer Feldmarschall-Lieutenant und Inhaber des Dragoner-Regiments No.3
- Serényi, Gabriel (1598–1664), mährischer Adliger, Kämmerer, Oberstlandrichter und Landeshauptmann
- Serényi, Johann Karl († 1691), kaiserlicher Geheimer Rat, Kämmerer, Hofkriegsrat und Feldmarschall
- Sererhard, Nicolin (* 1689), Schweizer reformierter Pfarrer und Chronist in Graubünden
- Serero, David (* 1981), französischer Opernsänger (Bariton), Schauspieler und Produzent
- Serero, Thulani (* 1990), südafrikanischer Fußballspieler
- Sérès, Arthur (1913–1998), französischer Radrennfahrer
- Seres, Burak (* 1992), türkischer Fußballspieler
- Seres, Ferenc (* 1945), ungarischer Ringer
- Sérès, Georges (1887–1951), französischer Radrennfahrer
- Sérès, Georges jr. (1918–1983), französischer Radrennfahrer
- Șereș, Ioan Codruț (* 1969), rumänischer Politiker
- Seres, Lajos (* 1973), ungarischer Schachmeister
- Sereschnikow, Wiktor Konstantinowitsch (1873–1944), sowjetischer Philosoph
- Seresin, Ben (* 1962), neuseeländischer Kameramann
- Seresin, Michael (* 1942), neuseeländischer Kameramann und Filmregisseur
- Seress, Ákos (1958–2013), ungarischer Mathematiker
- Seress, Rezső (1889–1968), ungarischer KomponistRezső Seress (1889–1968)

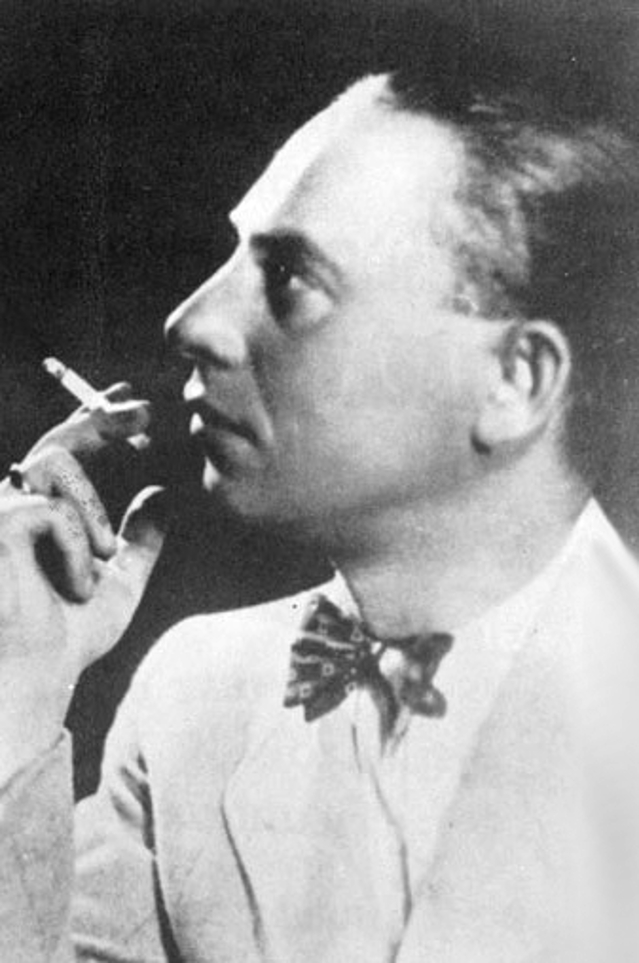
Rezső Seress (1889–1968)

- Seresse, Volker (* 1963), deutscher Historiker
- Séret, Bernard (* 1949), französischer Ichthyologe und Meeresbiologe
- Seret, Jean-Luc (1951–2024), französischer Schachspieler
- Seretean, Tracy, US-amerikanische Filmproduzentin
- Seretis, Paschalis (* 1967), griechischer Fußballspieler
- Seretse, Lenyeletse (1920–1983), botswanischer Politiker
- Serex, René (1922–2011), Schweizer Diplomat
- Sereys, Jacques (1928–2022), französischer Schauspieler und Theaterregisseur

### Serf
- Serfas, Dieter (* 1946), deutscher Rock- und Fusionmusiker (Schlagzeug) und Bildhauer
- Serfaty, Abraham (1926–2010), marokkanisch-jüdischer Regimekritiker und politischer Gefangener
- Serfaty, Jessica (* 1991), US-amerikanische Filmschauspielerin und Model
- Serfaty, Sylvia (* 1975), französische Mathematikerin
- Serfecz, Helene (1886–1943), österreichische Sozialdemokratin und Widerstandskämpferin
- Šerfezi, Ivica (1935–2004), jugoslawischer Schlagersänger
- Serfling, Hans Joachim (1913–2004), deutscher Chirurg und Hochschullehrer
- Serfőző, Gavril (1926–2002), rumänischer Fußballspieler

### Serg
- Serganova, Vera (* 1961), russisch-US-amerikanische Mathematikerin
- Sergardi, Lodovico (1660–1726), italienischer Kurienbeamter und Schriftsteller
- Sergatschow, Michail Alexandrowitsch (* 1998), russischer Eishockeyspieler
- Sergatschow, Wiktor Nikolajewitsch (1934–2013), sowjetischer Theater- und Filmschauspieler und Synchronisator
- Serge, Victor (1890–1947), Schriftsteller, RevolutionärVictor Serge (1890–1947)

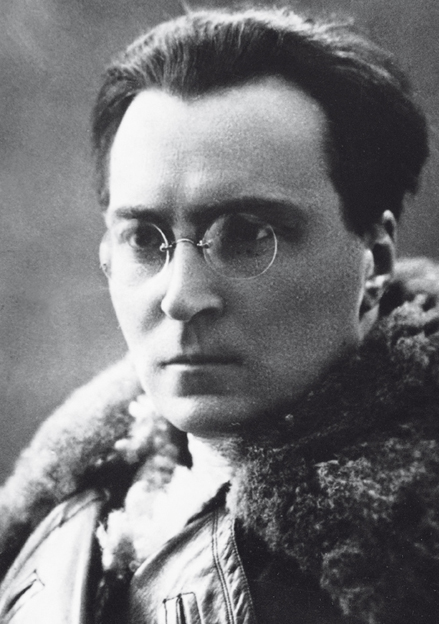
Victor Serge (1890–1947)

- Sergeant, Ingeborg (* 1966), belgische Sängerin, Songschreiberin, Kabarettistin und Fernsehmoderatorin
- Sergeant, Jack (* 1995), gibraltarischer Fußballspieler
- Sergeant, John († 1749), Engländer, Missionar in Stockbridge in Massachusetts
- Sergeant, John (1779–1852), US-amerikanischer Politiker
- Sergeant, Jonathan Dickinson (1746–1793), US-amerikanischer Politiker
- Sergeant, Marc (* 1959), belgischer Radrennfahrer und Sportlicher Leiter
- Sergeant, Peta (* 1980), australische Schauspielerin
- Sergeant, Philippe, französischer Paulanermönch, Botaniker und Lehrer von Charles Plumier
- Sergeeva, Regina (* 1994), deutsche Rhythmische Sportgymnastin
- Sergei Wassiljewitsch Bulgakow (1859–1932), russischer orthodoxer Theologe und Kirchenschriftsteller
- Sergei, Ivan (* 1971), US-amerikanischer SchauspielerIvan Sergei (* 1971)

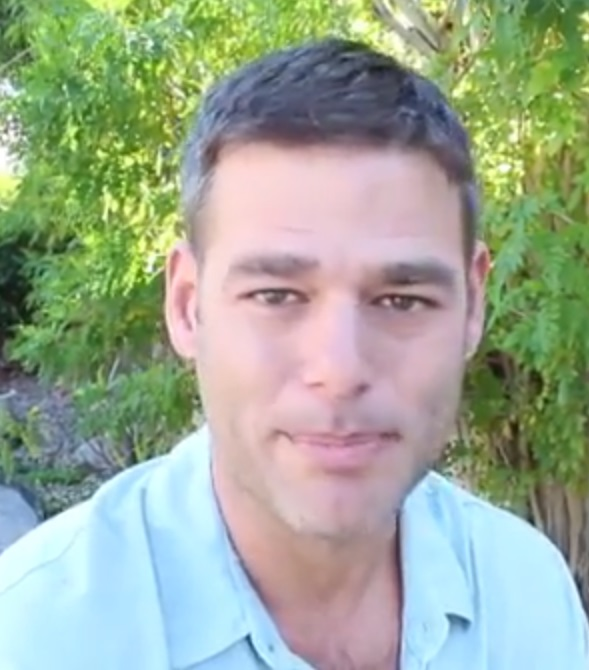
Ivan Sergei (* 1971)

- Sergejenko, Marija Jefimowna (1891–1987), russische bzw. sowjetische Latinistin und Hochschullehrerin
- Sergejenkow, Artjom Alexandrowitsch (* 1986), russischer Sprinter
- Sergejeva, Maria (* 1992), estnische Eiskunstläuferin
- Sergejew, Alexander Michailowitsch (* 1955), russischer Physiker und Hochschullehrer
- Sergejew, Alexander Wladimirowitsch (* 1983), russischer Dreispringer
- Sergejew, Andrei Nikolajewitsch (* 1991), russischer Eishockeyspieler
- Sergejew, Arkadi Michailowitsch (* 1986), russischer Eiskunstläufer
- Sergejew, Artjom Fjodorowitsch (1921–2008), russischer Adoptivsohn von Josef Stalin und Generalmajor der Roten Armee
- Sergejew, Denis Sergejewitsch (* 1982), russischer Boxer
- Sergejew, Denis Walerjewitsch (* 1983), russischer Eishockeyspieler
- Sergejew, Dmitri Nikolajewitsch (* 1968), russischer Judoka
- Sergejew, Dmitri Sergejewitsch (* 2000), russischer Fußballspieler
- Sergejew, Fjodor Andrejewitsch (1883–1921), russischer Revolutionär
- Sergejew, Igor Dmitrijewitsch (1938–2006), russischer Offizier, Marschall der Russischen FöderationIgor Dmitrijewitsch Sergejew (1938–2006)

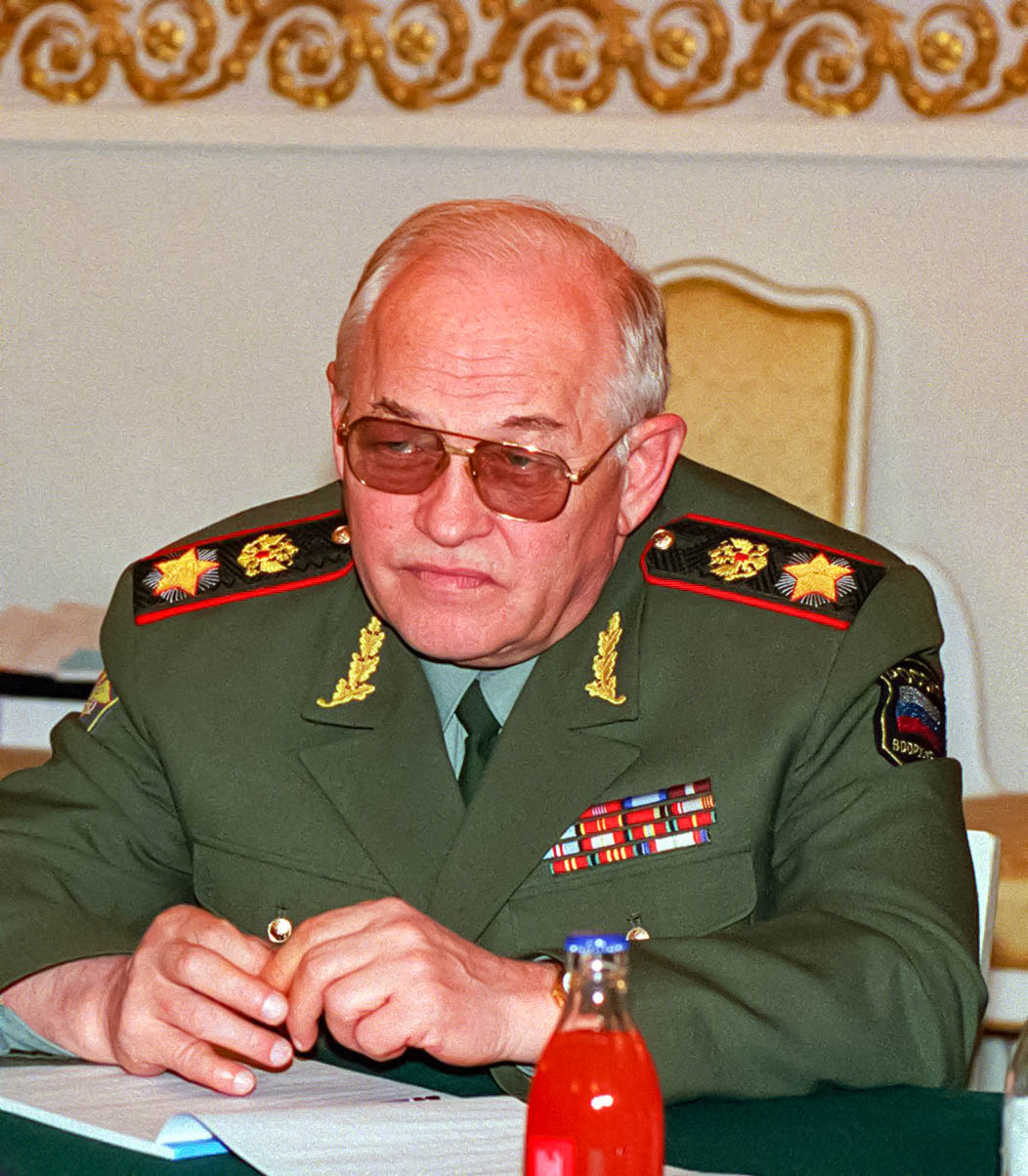
Igor Dmitrijewitsch Sergejew (1938–2006)

- Sergejew, Iwan Semjonowitsch (1863–1919), russischer Polarforscher
- Sergejew, Iwan Wladimirowitsch (* 1995), russischer Fußballspieler
- Sergejew, Jewgeni Michailowitsch (1914–1997), russischer Geologe und Hochschullehrer
- Sergejew, Juri Walentinowitsch (1925–2024), sowjetischer Eisschnellläufer
- Sergejew, Konstantin Michailowitsch (1910–1992), russischer Tänzer
- Sergejew, Maxim Alexejewitsch (* 1999), russischer Skispringer
- Sergejew, Michail Grigorjewitsch (1903–1993), sowjetischer Botschafter
- Sergejew, Nikita Wjatscheslawowitsch (* 1999), russischer Fußballspieler
- Sergejew, Nikolai Alexandrowitsch (1855–1919), ukrainischer und russischer Landschaftsmaler
- Sergejew, Nikolai Dmitrijewitsch (1909–1999), sowjetischer Flottenadmiral
- Sergejew, Nikolai Grigorjewitsch (1876–1951), russischer Balletttänzer
- Sergejew, Oleg Sergejewitsch (1940–1999), russischer Fußballspieler
- Sergejew, Sergej (* 1969), belarussisch-deutscher Volleyball- und Beachvolleyballspieler
- Sergejew, Wadim (* 1965), kirgisischer Judoka
- Sergejew, Wsewolod Nikolajewitsch (1891–1962), sowjetischer Generalleutnant der Roten Armee
- Sergejewa, Nadeschda Wiktorowna (* 1987), russische Bobsportlerin
- Sergejewa, Warwara Nikolajewna (1902–1997), sowjetische bzw. lettische Chemikerin und Hochschullehrerin
- Sergel, Albert (1876–1946), deutscher Schriftsteller
- Sergel, Johan Tobias (1740–1814), schwedischer Bildhauer und Zeichner
- Sergent, Annette (* 1962), französische Mittel- und Langstreckenläuferin
- Sergent, Bernard (* 1946), französischer Historiker und Religionswissenschaftler
- Sergent, Carole (* 1962), französische Jazzsängerin
- Sergent, Jesse (* 1988), neuseeländischer Bahn- und Straßenradrennfahrer
- Sergent, Pierre (* 1895), französischer Bahnradsportler
- Sergent, René (1865–1927), französischer Architekt
- Sergent, René (1904–1984), französischer Wirtschaftswissenschaftler, Diplomat und Politiker
- Serger, Bernd (* 1948), deutscher Journalist und Historiograf
- Serger, Friedrich (1822–1892), badischer Jurist und Politiker
- Serger, Juls (* 2001), deutscher Sänger und Schauspieler
- Sergerie, Karine (* 1985), kanadische Taekwondoin
- Serges, Hermann († 1523), deutscher Theologe des späten Mittelalters
- Sergescu, Petre (1893–1954), rumänischer Mathematiker und Mathematikhistoriker
- Sergeyev, Igor (* 1993), usbekischer Fußballspieler
- Serghei, Larion (1952–2019), rumänischer Kanute
- Serghides, Georgios (* 1955), zyprischer Jurist und Richter am Europäischen Gerichtshof für Menschenrechte
- Sergi, Arturo (1925–2006), US-amerikanischer Opernsänger (Tenor) und Gesangspädagoge
- Sergi, Giuseppe (1841–1936), italienischer Anthropologe, Evolutionist und Experimentalpsychologe
- Sergia Plautilla, Mutter des römischen Kaisers Nerva
- Sergijenko, Eduard (* 1981), kasachischer Fußballspieler
- Sergijenko, Konstantin Konstantinowitsch (1940–1996), russischer Autor von Kinder- und Jugendliteratur
- Sergijenko, Wladimir (* 1956), sowjetischer Stabhochspringer
- Sergijenko, Wladimir Wladimirowitsch (* 1971), russischer Autor und prorussischer Aktivist
- Sergijew, Pawel Artemjewitsch (* 1951), russischer Botschafter
- Sergijewskaja, Lidija Palladijewna (1897–1970), russische Botanikerin und Hochschullehrerin
- Sergijewski, Maxim Wladimirowitsch (1892–1946), russisch-sowjetischer Romanist
- Serginho (* 1971), brasilianischer FußballspielerSerginho (* 1971)

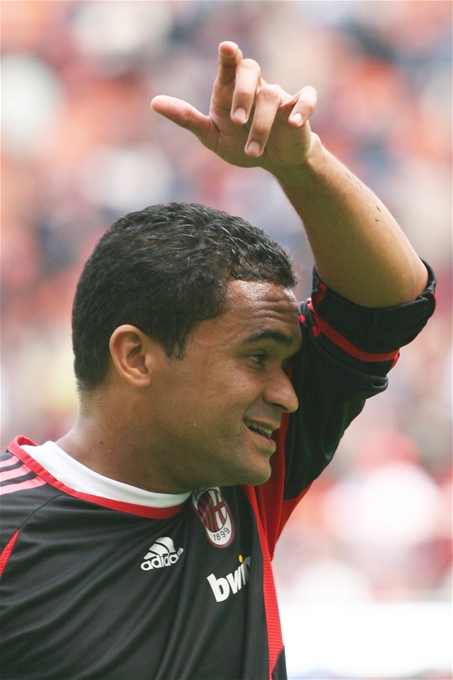
Serginho (* 1971)

- Serginho (* 1972), brasilianischer Fußballspieler
- Serginho (1974–2004), brasilianischer Fußballspieler
- Serginho (* 1986), brasilianischer Fußballspieler
- Serginho (* 1995), brasilianischer Fußballspieler
- Serginho (* 2001), kapverdisch-portugiesischer Fußballspieler
- Sergio II. de Pola († 1344), venezianischer Adliger und Admiral
- Sérgio, António (1950–2009), portugiesischer Radiomoderator und Musikjournalist
- Sergios, byzantinischer Protospatharios, Patrikios und Strategos von Sizilien
- Sergios I., orthodoxer Patriarch von Jerusalem (843–859)
- Sergios I. († 638), Patriarch von Konstantinopel
- Sergios II., orthodoxer Patriarch von Jerusalem (843–859)
- Sergios II. († 1019), Patriarch von Konstantinopel
- Sergios von Resaina († 536), spätantiker Philosoph, Mediziner und Übersetzer
- Sergius Esquilinus, Marcus, Decemvir legibus scribundis 450 v. Chr.
- Sergius Fidenas, Gnaeus, römischer Politiker und Feldherr
- Sergius Fidenas, Lucius, römischer Konsul 437 v. Chr.
- Sergius Fidenas, Lucius, römischer Konsulartribun 397 v. Chr.
- Sergius I. († 701), Papst (687–701)
- Sergius I. († 864), Herzog von Neapel
- Sergius I. (1867–1944), Patriarch von Moskau (1943–1944)
- Sergius II. († 847), Papst (844–847)
- Sergius III. († 911), Gegenpapst (898); Papst (904–911)
- Sergius IV., Papst (1009–1012)
- Sergius Paullus, Lucius, römischer Konsul 168
- Sergius Paulus, Lucius, römischer Statthalter (Proconsul) in der Provinz Cyprus unter Claudius
- Sergius Silus, Marcus, römischer Offizier und Politiker
- Sergius VII. († 1137), Herzog von Neapel
- Sergius von Radonesch († 1392), Gründer des Dreifaltigkeitsklosters in Sergijew PossadSergius von Radonesch († 1392)

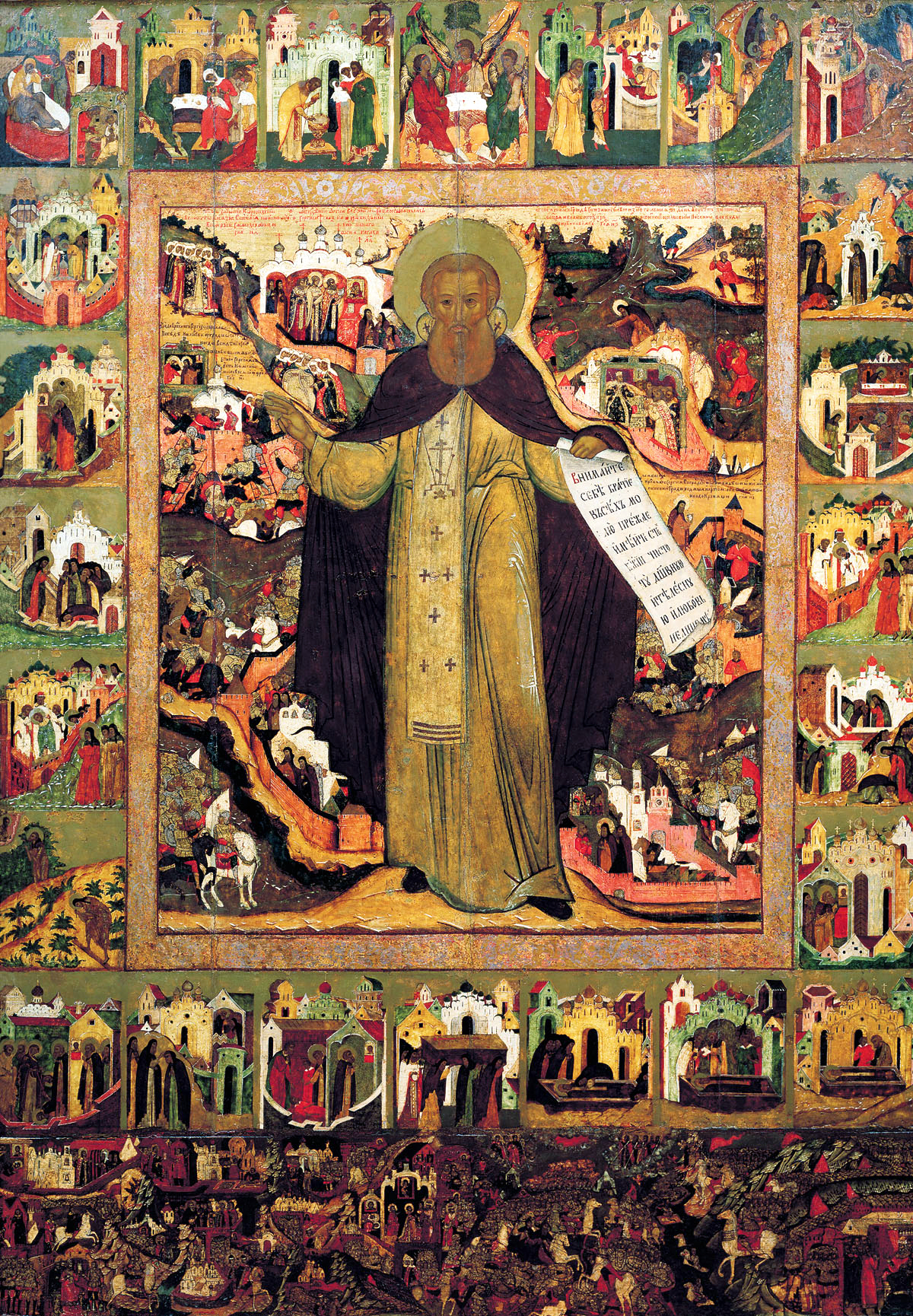
Sergius von Radonesch († 1392)

- Sergo, Herman (1911–1989), estnischer Schriftsteller
- Sergo, Ulderico (1913–1967), italienischer Boxer
- Sergovici, Viorel (* 1970), rumänischer Kameramann
- Sergryphius, Thomas († 1630), Theologe und Magister
- Sergueiew, Nathalie (1912–1950), französische Doppelagentin
- Sergun, Igor Dmitrijewitsch (1957–2016), russischer Offizier
- Sergy, Marguerite von, Schweizer Äbtissin

### Serh
- Serhani, Taha (* 1995), Schweizer Turner
- Serhat (* 1964), türkischer Sänger, Produzent und TV-Moderator
- Serhejew, Iwan (* 1988), ukrainischer Tennisspieler
- Serhejew, Jurij (* 1956), ukrainischer Diplomat
- Serhejewa, Wera (* 1984), ukrainische Naturbahnrodlerin
- Serhijenko, Oles (1932–2016), sowjetischer Dissident und ukrainischer Politiker
- Serhjejew, Wolodymyr (1914–2009), sowjetischer Raketenkonstrukteur

### Seri
- Séri, Camille (* 1999), französische Leichtathletin
- Seri, Jean (* 1991), ivorischer Fußballspieler
- Seria, Eslam Moussad (* 1991), ägyptischer Hammerwerfer
- Seribe, Omphile (* 1994), botswanischer Sprinter
- Seribe, Pako (* 1991), botswanischer Sprinter
- Šerić, Anthony (* 1979), kroatischer Fußballspieler
- Šerić, Ivan Geronimo (* 2000), kroatischer Stabhochspringer
- Šerić, Mateo (* 1999), deutscher Basketballspieler
- Sericano, Silvio († 1957), italienischer Geistlicher und Diplomat
- Seriche Dougan, Ángel Serafín (* 1946), äquatorialguineischer Politiker, Premierminister von Äquatorialguinea
- Serick, Rolf (1922–2000), deutscher Jurist
- Sérié, Thibault (* 2000), deutsch-französischer Schauspieler
- Šerienė, Marija (* 1955), litauische Politikerin
- Serient, Hermann (* 1935), österreichischer Künstler
- Serière, Guus de (1893–1980), niederländischer Fußballspieler
- Serierse, Anna (* 1993), niederländische Jazzsängerin
- Serierse, Koos (1936–2017), niederländischer Jazzmusiker
- Serierse, Marcel (* 1962), niederländischer Jazz- und Fusionmusiker (Schlagzeug)
- Series, Caroline (* 1951), englische Mathematikerin
- Series, George William (1920–1995), britischer Physiker
- Seriese, Angelique (* 1968), niederländische Judoka
- Seriese, Astrid (* 1957), niederländische Jazz-Sängerin und Schauspielerin
- Serieys, Pauline (* 1997), französische Schauspielerin
- Şerif Pascha, Mehmet (1865–1951), osmanischer Politiker
- Şerif, Mahzuni (1939–2002), türkischer Dichter, Sänger, Komponist und Musiker auf der Saz
- Şerife Bacı († 1921), türkische Märtyrerin im Befreiungskrieg
- Şerifoğlu, Feyyaz (* 1991), türkischer Schauspieler und Sänger
- Šerifović, Marija (* 1984), serbische SängerinMarija Šerifović (* 1984)

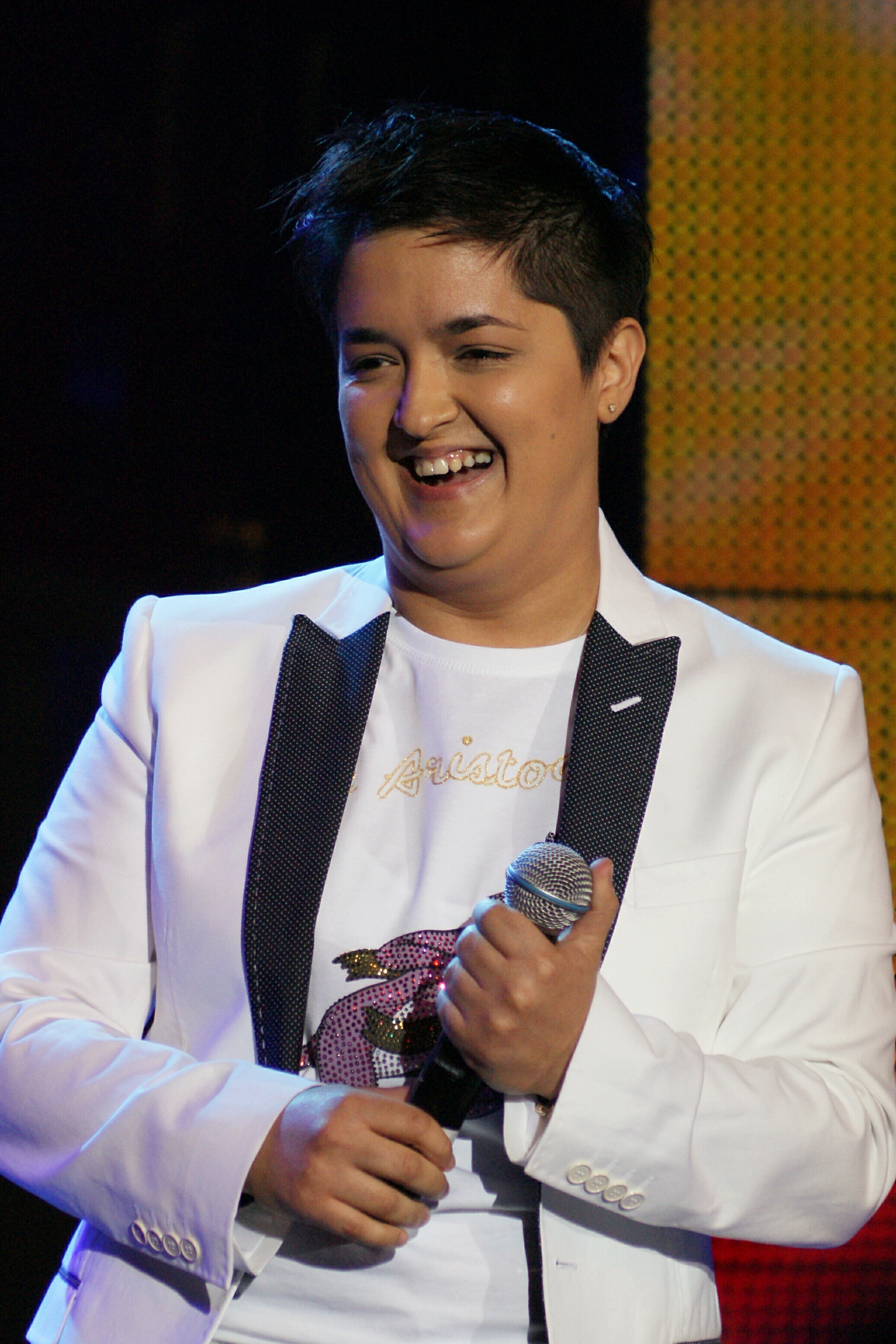
Marija Šerifović (* 1984)

- Sérignat, François, französischer Para-Tischtennisspieler
- Seriki, Meriga Salou (* 1953), beninischer Boxer
- Serikow, Alexander (* 1975), deutscher Eishockeyspieler
- Serikow, Roman Nikolajewitsch (* 1974), russischer Handballspieler
- Serikow, Schamil Kerimowitsch (1956–1989), sowjetischer Ringer
- Sérillon, Claude (* 1950), französischer Journalist
- Serim, Tuna (* 1950), türkische Journalistin, Fernseh- und Radio-Moderatorin, Roman- und Drehbuchautorin
- Serin, Ali (* 1986), türkischer Fußballspieler
- Serin, Bernard (1922–1974), US-amerikanischer Physiker
- Serin, Stephan (* 1978), deutscher Lehrer und Autor
- Sering, Max (1857–1939), deutscher Nationalökonom und Agrarwissenschaftler
- Seringe, Nicolas Charles (1776–1858), französischer Botaniker
- Serinpu, altägyptischer Beamter des Königshauses
- Serious, Yahoo (* 1953), australischer Komiker, Schauspieler, Regisseur, Produzent und Drehbuchautor
- Serioux, Adrian (* 1979), kanadischer Fußballspieler
- Seripando, Girolamo (1493–1563), italienischer Theologe, Ordensoberhaupt der Augustiner und Erzbischof von Salerno
- Serís, Homero (1879–1969), spanischer Philologe
- Serisay, Jacques de (1594–1653), französischer Lyriker
- Şerit, Orhan (* 1962), türkischer Fußballtrainer
- Serithammarak, Artima (* 1991), thailändische Badmintonspielerin
- Seriu, Kaito (* 2006), japanischer Fußballspieler
- Serius Augurinus, Gaius, römischer Konsul 156
- Serizawa, Chōsuke (1919–2006), japanischer Archäologe
- Serizawa, Kamo (1826–1863), Kommandeur einer japanischen Schutztruppe
- Serizawa, Keisuke (1895–1984), japanischer Färber, Textilgestalter und Kunsthandwerker
- Serizawa, Kōjirō (1896–1993), japanischer Lyriker, Erzähler und Essayist
- Serizawa, Yū (* 1994), japanische Synchronsprecherin (Seiyū) und Sängerin

### Serj
- Serjajew, Jewgeni Sergejewitsch (* 1988), russischer Eisschnellläufer
- Serjão (* 1975), brasilianischer Fußballspieler
- Serjeant, Philip (* 1929), eswatinischer Sportschütze
- Serjogin, Wiktor Wasiljewitsch (1944–1992), aserbaidschanischer Pilot ukrainischer Abstammung
- Serjogin, Wladimir Sergejewitsch (1922–1968), sowjetischer Testpilot
- Serjogina, Kapitolina (* 1942), sowjetische Eisschnellläuferin

### Serk
- Serk (* 1982), deutscher Rapper und Musikproduzent
- Serk, Yawd (* 1959), Politiker und Oberbefehlshaber in Myanmar aus der ethnischen Minderheit der Shan
- Serkalow, Anton (* 1968), deutscher Schriftsteller
- Serke, Jürgen (1938–2024), deutscher Journalist und Schriftsteller
- Serke, Uwe (* 1968), deutscher Politiker (CDU), MdL
- Serkes, Joel (1561–1640), jüdischer Gelehrter und Dezisor
- Serkin, Peter (1947–2020), US-amerikanischer Pianist
- Serkin, Rudolf (1903–1991), österreichisch-amerikanischer Pianist
- Serkis, Andy (* 1964), britischer Schauspieler und RegisseurAndy Serkis (* 1964)

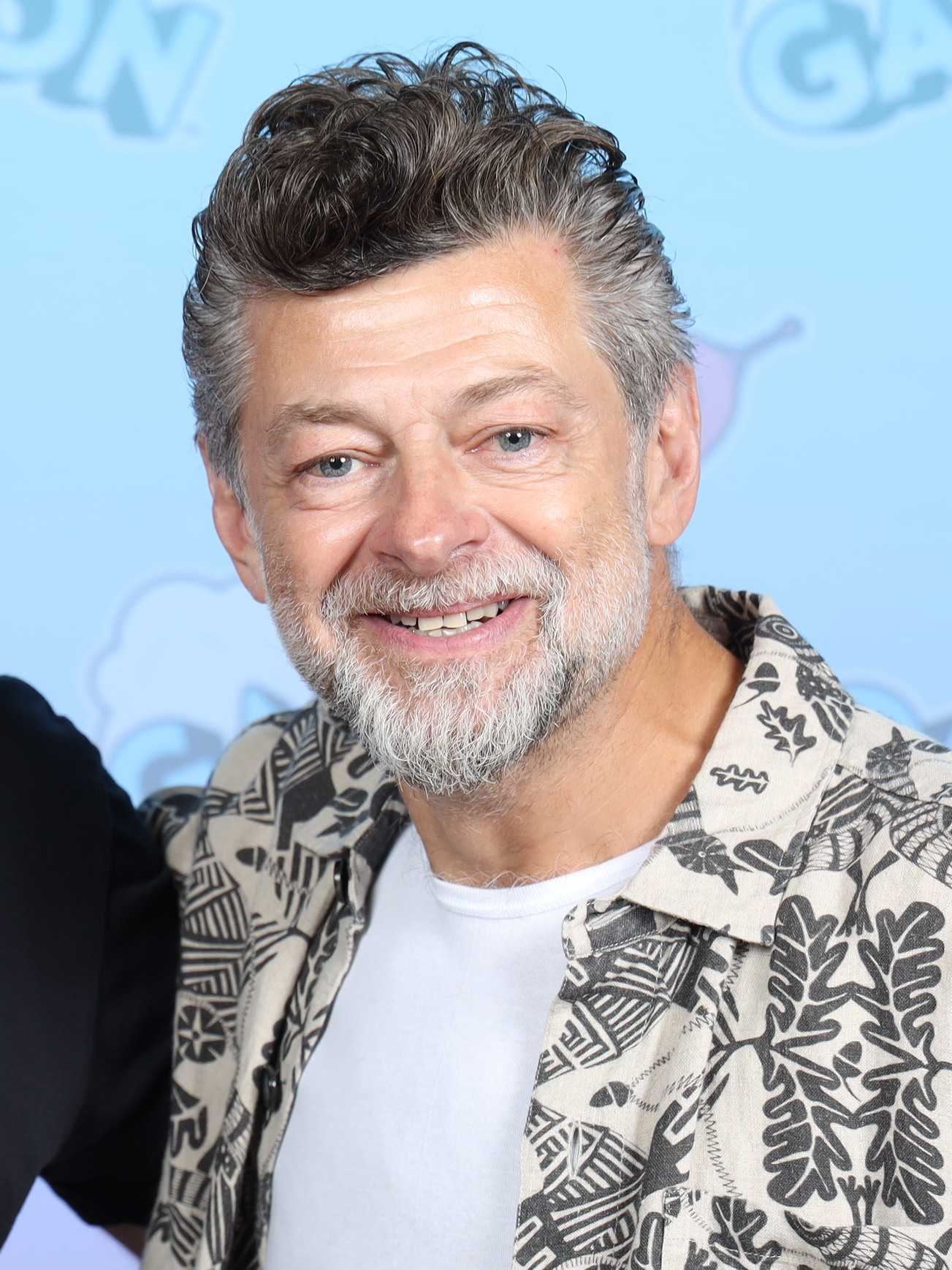
Andy Serkis (* 1964)

- Serkis, Louis Ashbourne (* 2004), britischer Schauspieler
- Serkis, Ruby Ashbourne (* 1998), britische Schauspielerin
- Serkis, Sonny Ashbourne (* 2000), britischer Schauspieler
- Serkowa, Marina Nikolajewna (* 1961), sowjetische Hochspringerin
- Šerkšnienė, Agnė (* 1988), litauische Sprinterin
- Šerkšnys, Gediminas (* 1948), litauischer Diplomat und Politiker, Mitglied des Seimas

### Serl
- Serlachius, Viveca (1923–1993), schwedische Schauspielerin
- Serle, William (1912–1992), schottischer Ornithologe, Arzt und presbyterianischer Pfarrer
- Serlin, jüdische Augenärztin in Frankfurt am Main
- Serlin, Josef (1906–1974), russisch-israelischer Zionist, Jurist und israelischer Politiker
- Serling, Rod (1924–1975), US-amerikanischer Drehbuchautor und ProduzentRod Serling (1924–1975)

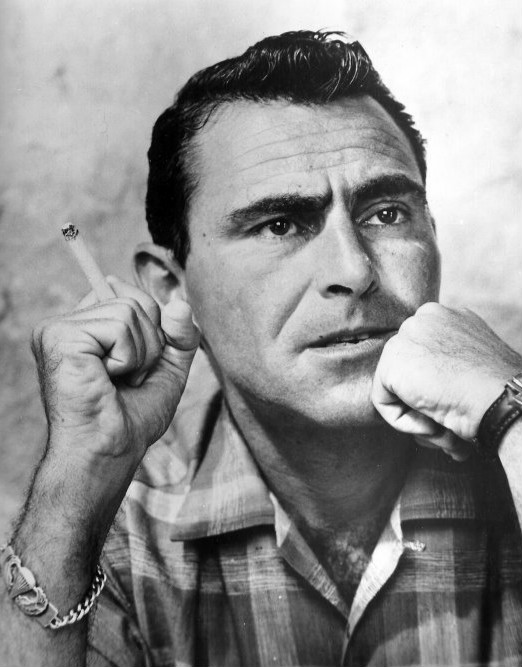
Rod Serling (1924–1975)

- Serlinger, Johann († 1511), Bischof von Seckau
- Serlingpa, buddhistischer religiöser Meister
- Serlio, Sebastiano (* 1475), italienischer Architekt und Architekturtheoretiker
- Serlo, Albert (1824–1898), deutscher Bergmann und Politiker
- Serly, Tibor (1901–1978), ungarischer Komponist

### Serm
- Serman, Eva (* 1937), ungarisch-schweizerische Pianistin
- Sermanni, Rachel (* 1991), britische Folkmusikerin und Songwriterin
- Sermanni, Tom (* 1954), schottischer Fußballspieler und -trainer
- Serme, Anna (* 1991), tschechische Squashspielerin
- Serme, Camille (* 1989), französische Squashspielerin
- Serme, Lucas (* 1992), französischer Squashspieler
- Sermek, Dražen (* 1969), kroatischer Schachspieler
- Sermenghi, Saura, italienische Künstlerin, Architektin, Bildhauerin und Kulturphilosophin
- Sermeter, Gürkan (* 1974), Schweizer Fussballspieler
- Şermetowa, Kristina (* 1993), turkmenische Gewichtheberin
- Sermier, Jean-Marie (* 1961), französischer Politiker, Mitglied der Nationalversammlung
- Sermilä, Jarmo (1939–2024), finnischer Jazzmusiker (Trompete) und Komponist
- Sermisy, Claudin de († 1562), französischer Komponist, Sänger, Kapellmeister und Geistlicher der Renaissance
- Sermo, antiker römischer Toreut oder Händler
- Sermon, Erick (* 1968), US-amerikanischer Rapper und Produzent
- Sermon, Isabella (* 2006), britische Schauspielerin
- Sermon, Trey (* 1999), US-amerikanischer American-Football-Spieler

### Sern
- Serna Alzate, José Luis (1936–2014), kolumbianischer Ordensgeistlicher, römisch-katholischer Bischof von Líbano-Honda
- Serna Díaz, Marco Antonio (1936–1991), kolumbianischer Herpetologe, Ornithologe und Naturforscher
- Serna, Alejandro (* 1984), kolumbianischer Radrennfahrer
- Serna, Assumpta (* 1957), spanische SchauspielerinAssumpta Serna (* 1957)

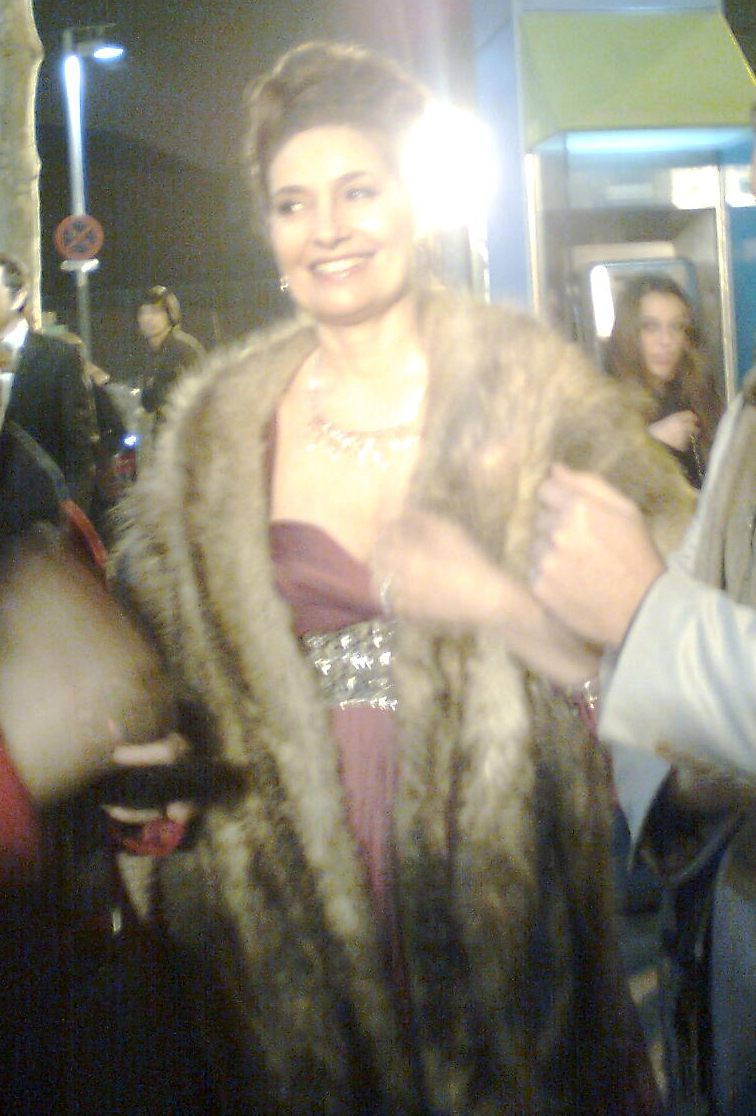
Assumpta Serna (* 1957)

- Serna, Dillon (* 1994), amerikanischer Fußballspieler
- Serna, Ismael de la (1898–1968), spanischer Maler
- Serna, José de la (1770–1832), spanischer Vizekönig in Peru
- Serna, Magüi (* 1979), spanische Tennisspielerin
- Serna, Mauricio (* 1968), kolumbianischer Fußballspieler und -funktionär
- Serna, Pepe (* 1944), US-amerikanischer Schauspieler
- Serna, Rodrigo de la (* 1976), argentinischer SchauspielerRodrigo de la Serna (* 1976)

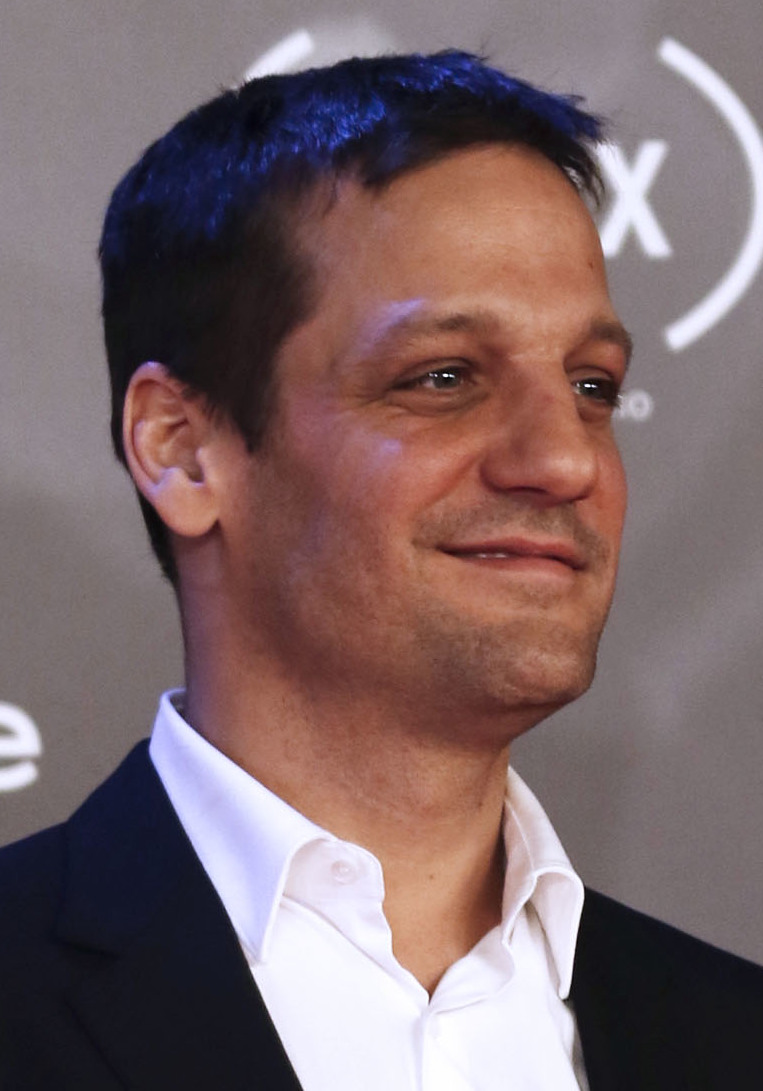
Rodrigo de la Serna (* 1976)

- Serna, Viviana (* 1990), kolumbianische Theater-, Film- und Fernsehschauspielerin
- Sernagiotto, Giorgio (* 1981), italienischer Autorennfahrer
- Sernagiotto, Pietro (1908–1965), brasilianisch-italienischer Fußballspieler
- Sernagiotto, Remo (1955–2020), italienischer Politiker (Forza Italia), MdEP
- Sernander, Rutger (1866–1944), schwedischer Geobotaniker
- Šernas, Darvydas (* 1984), litauischer Fußballspieler
- Sernas, Jacques (1925–2015), französischer Schauspieler und Drehbuchautor
- Sernec, Dušan (1882–1952), jugoslawischer Politiker, Ban der Banschaft Drau
- Serneels, Ives (* 1972), belgischer Fußballtrainer
- Serneholt, Marie (* 1983), schwedische SängerinMarie Serneholt (* 1983)

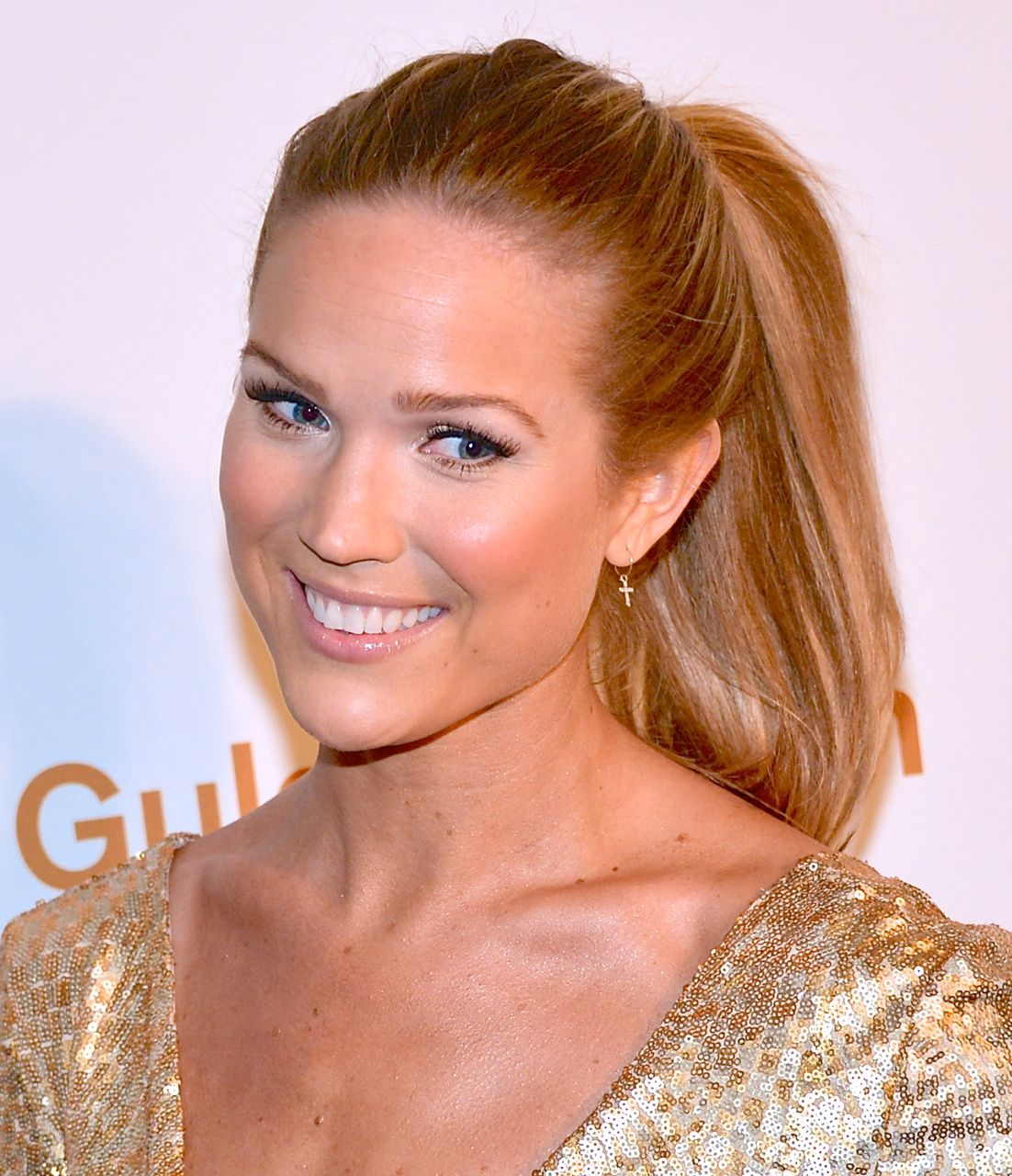
Marie Serneholt (* 1983)

- Serner, Håkan (1933–1984), schwedischer Schauspieler
- Serner, Jan (* 1975), deutscher Leichtathlet
- Serner, Otto (1857–1929), deutscher Landschaftsmaler
- Serner, Walter (1889–1942), Essayist, Schriftsteller und Dadaist
- Sernesi, Edoardo (* 1947), italienischer Mathematiker
- Sernetz, Herbert (* 1938), deutscher Rechtsanwalt
- Serniotti, Roberto (* 1962), italienischer Volleyball-Trainer
- Serno, Erich (1886–1963), deutscher Chef der türkischen Fliegertruppen
- Serno, Walter (1902–1961), deutscher Leiter der Politischen Abteilung im KZ Buchenwald
- Serno, Wolf (* 1944), deutscher Autor
- Sernow, Nicola (* 1978), deutsche Basketballspielerin
- Sernow, Sergei Alexejewitsch (1871–1945), russischer Zoologe, Hydrobiologe und Hochschullehrer
- Sernow, Sergei Anatoljewitsch (* 1958), russischer Filmproduzent und Schauspieler
- Sernow, Ulrich (* 1958), deutscher Volleyballtrainer
- Sernowa, Natalja Nikolajewna (* 1976), russische Skilangläuferin
- Serntein, Zyprian von († 1524), Protonotar, kaiserlicher Rat, Kanzler

### Sero
- Sero (* 1992), deutscher Rapper
- Sero el Mero (* 1999), deutscher RapperSero el Mero (* 1999)

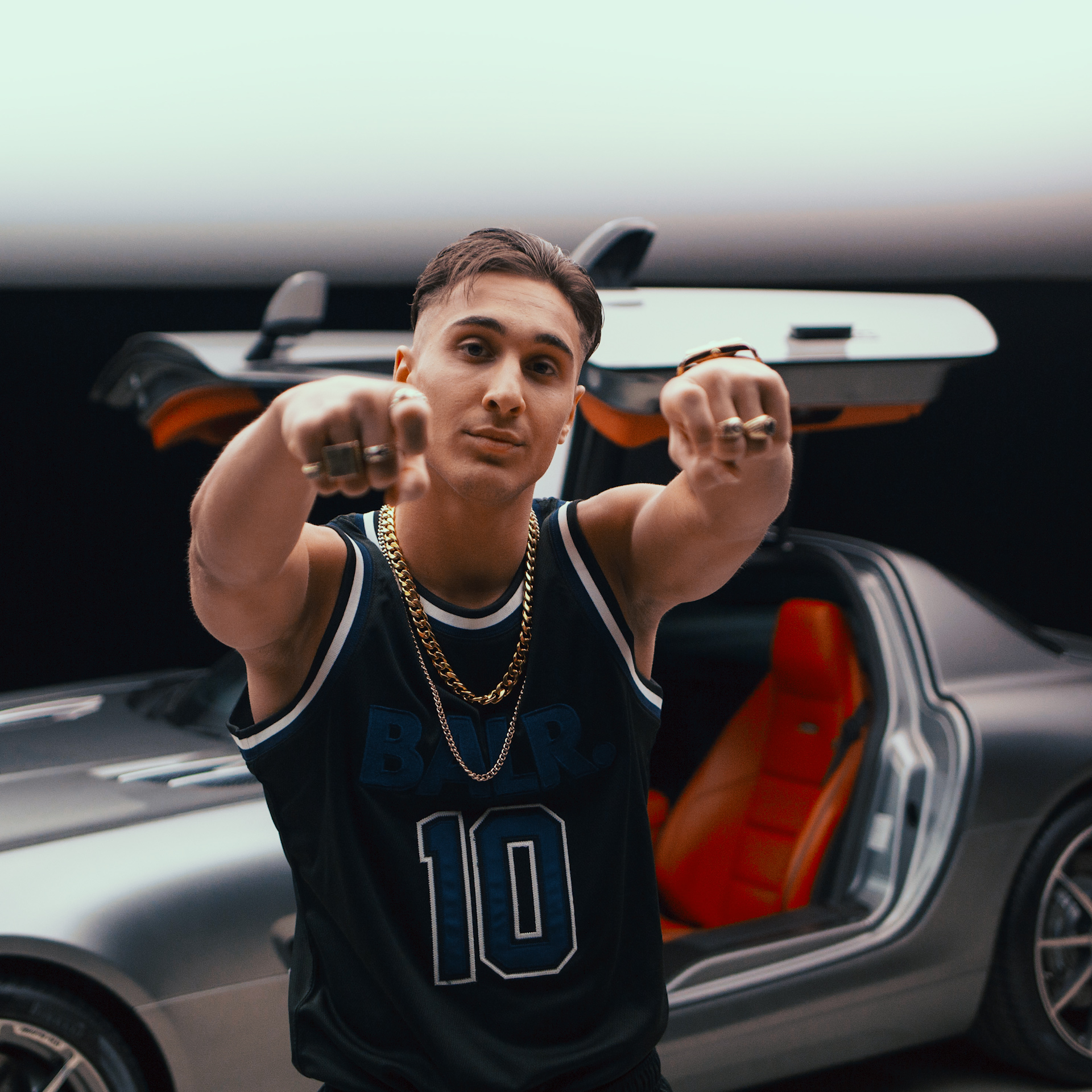
Sero el Mero (* 1999)

- Serob, Aghbjur (1864–1899), armenischer Fedaji
- Serochwostow, Daniil Ruslanowitsch (* 1999), russischer Biathlet
- Serock, Joe (* 1988), US-amerikanischer Pokerspieler
- Serocka, Hanja (* 1972), polnische Fußballspielerin
- Serocki, Kazimierz (1922–1981), polnischer Komponist
- Seroczyńska, Elwira (1931–2004), polnische Eisschnellläuferin
- Seroczyński, Adam (* 1974), polnischer Kanute
- Serodine, Giovanni († 1630), Schweizer Maler des Barock
- Seroka, Henri (* 1949), belgischer Komponist polnischer Abstammung
- Serolini, Paulo (* 1984), uruguayischer Fußballspieler
- Seromba, Athanase (* 1963), ruandischer Völkermörder, römisch-katholischer Priester
- Séron, Guillaume (* 1877), belgischer Wasserballer
- Seron, Magda (* 1956), belgische Comiczeichnerin
- Seron, Pierre (1942–2017), belgischer Comiczeichner
- Séronie-Vivien, Marie-Roger (1927–2013), französischer Speläologe, Geologe und Prähistoriker
- Seronossowa, Polina (* 1993), belarussisch-russische Skilangläuferin
- Seropian, Alex (* 1969), US-amerikanischer Computerspieleentwickler
- Seror, Dorothea (* 1961), deutsche Künstlerin
- Seroschtan, Andrei Wiktorowitsch (* 1995), russischer Poolbillardspieler
- Seroshtan, Miki (* 1989), israelischer Fußballspieler
- Seroski, Willi (1874–1947), deutscher Kommunalpolitiker (DDP)
- Serot, André (1896–1948), Colonel der französischen Luftwaffe und UN-Militärbeobachter, der zusammen mit Folke Bernadotte erschossen wurde
- Serota, Beatrice Serota, Baroness (1919–2002), britische Politikerin
- Serota, Judith (* 1948), britische Musikerin und Musikmanagerin
- Serota, Nicholas (* 1946), britischer Kunsthistoriker und Museumsleiter
- Serote, Mongane Wally (* 1944), südafrikanischer Schriftsteller und Dichter
- Serotzki, Paul (* 1887), deutscher Politiker (KPD/SED) und Gewerkschafter
- Seroussi, Edwin (* 1952), uruguayisch-israelischer Musikwissenschaftler
- Seroux d’Agincourt, Jean Baptiste Louis Georges (1730–1814), französischer Kunsthistoriker aus dem Umkreis der französischen Aufklärung
- Seroux, Camille De (* 1993), Schweizer Schachspielerin
- Serova, Irina (* 1966), österreichische Badmintonspielerin russischer Herkunft
- Serow, Alexander Nikolajewitsch (1820–1871), russischer Komponist
- Serow, Alexander Sergejewitsch (* 1982), russischer Radrennfahrer
- Serow, Alexei Kapitonowitsch (1918–1993), sowjetischer Partei- und Schachfunktionär
- Serow, Anatoli Konstantinowitsch (1910–1939), sowjetischer Pilot
- Serow, Iwan Alexandrowitsch (1905–1990), russischer Geheimdienstler, Vorsitzender des sowjetischen Geheimdienstes KGBIwan Alexandrowitsch Serow (1905–1990)

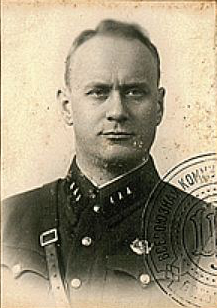
Iwan Alexandrowitsch Serow (1905–1990)

- Serow, Mark Wjatscheslawowitsch (* 1974), russischer Kosmonautenanwärter
- Serow, Mykola (1890–1937), ukrainischer Altphilologe, Übersetzer und Dichter
- Serow, Oleg Konstantinowitsch (1963–1986), sowjetischer Skispringer
- Serow, Roman (* 1976), russisch-israelischer Eiskunstläufer
- Serow, Walentin Alexandrowitsch (1865–1911), russischer Maler, Grafiker und Porträtmaler
- Serow, Wassili Matwejewitsch (1878–1918), russischer Revolutionär und Politiker
- Serow, Wladimir Alexandrowitsch (1910–1968), sowjetischer Maler, Grafiker und Illustrator
- Serowa, Darja Jewgenjewna (* 1982), russische Freestyle-Skierin
- Serowa, Jelena Olegowna (* 1976), russische Kosmonautin
- Serowa, Marija (1902–1994), ukrainische Mykologin
- Serowa, Walentina Semjonowna (1846–1924), russische bzw. sowjetische Komponistin und Musikkritikerin
- Serowa, Walentina Wassiljewna (1917–1975), ukrainische Schauspielerin
- Serowiecki, Gudrun (* 1956), deutsche Politikerin (FDP), MdB
- Serowski, Harald (1929–2005), deutscher Szenenbildner des DDR-Fernsehens

### Serp
- Serpa Meira, João Diogo (* 1987), portugiesischer Fußballspieler
- Serpa Pérez, Jorge Enrique (* 1942), kubanischer Geistlicher, emeritierter römisch-katholischer Bischof von Pinar del Río
- Serpa Pimentel, António de (1825–1900), portugiesischer Politiker
- Serpa Pinto, Alexandre Alberto da Rocha de (1846–1900), portugiesischer Afrikaforscher
- Serpa, Gaspar de Figueira de, portugiesischer Kolonialverwalter
- Serpa, Horacio (1943–2020), kolumbianischer Politiker (Liberale Partei)
- Serpa, José (* 1979), kolumbianischer Radrennfahrer
- Serpa, Oscar (1919–1982), argentinischer Tangosänger und Gitarrist
- Serpa, Sara (* 1979), portugiesische Jazzmusikerin (Gesang, Piano)
- Serpaggi, Alain (* 1938), französischer Autorennfahrer
- Serpan, Jaroslav (1922–1976), tschechisch-französischer Maler
- Serpe, Jean (1914–2001), belgischer theoretischer Physiker
- Serpell, Namwali (* 1980), sambisch-amerikanische Schriftstellerin und Anglistin
- Serpellini, Marco (* 1972), italienischer Radrennfahrer
- Serpent, François (* 1971), estnischer Dichter
- Serpenti, Jan (* 1945), niederländischer Radrennfahrer
- Serpentine (* 1978), Schweizer Sänger und Komponist
- Serper, Grigory (* 1969), US-amerikanischer Schachspieler usbekischer Herkunft
- Serpette, Gaston (1846–1904), französischer Komponist
- Serpi, Paolo (* 1958), italienischer Diplomat
- Serpico, Frank (* 1936), US-amerikanischer Whistleblower und ehemaliger Beamter des New York Police DepartmentFrank Serpico (* 1936)

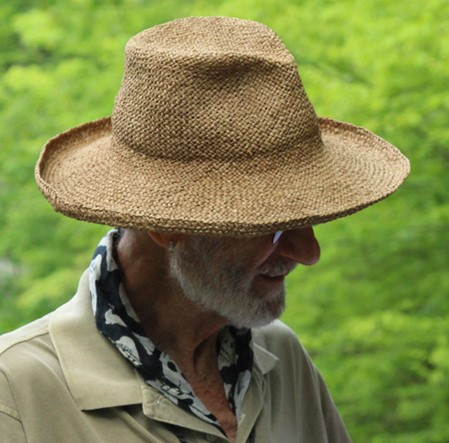
Frank Serpico (* 1936)

- Serpico, Terry (* 1964), US-amerikanischer Schauspieler und StuntmanTerry Serpico (* 1964)

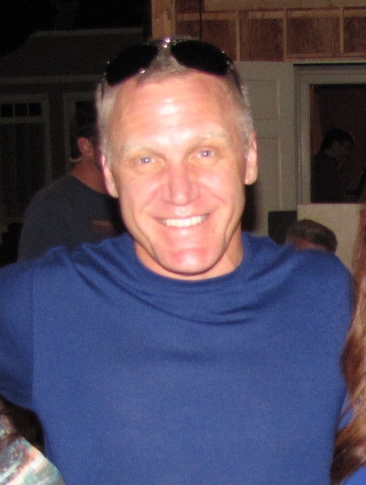
Terry Serpico (* 1964)

- Serpieri, Paolo Eleuteri (* 1944), italienischer Comiczeichner
- Serpilius, Georg (1668–1723), deutscher evangelischer Theologe und Lieddichter
- Serpollet, Léon (1858–1907), französischer Konstrukteur und Unternehmer, Automobilpionier
- Serpotta, Giacomo (1656–1732), italienischer Bildhauer und Dekorateur des Barock
- Serpotta, Giuseppe (1653–1719), italienischer Bildhauer und Dekorateur des Barock
- Serpotta, Procopio (1679–1756), italienischer Bildhauer und Dekorateur des Barock

### Serr
- Serr, Harriet (1927–1989), US-amerikanische Pianistin und Musikpädagogin
- Serr, Michael (* 1962), deutscher Fußballtorhüter
- Serra Argüello, Gabriel (* 1984), nicaraguanischer Regisseur und Kameramann
- Serra Bauzà, Pere Antoni (1928–2018), spanischer Verleger
- Serra Belabre, Maria Lluïsa (1911–1967), menorquinische Bibliothekarin, Historikerin und Archäologin
- Serra Carandell, Maria Roser (* 1971), spanische Fußballspielerin
- Serra Castellet, Francesc (1912–1976), spanischer Maler
- Serra de Manresa, Valentí (* 1959), katalanischer Kapuziner und Pfarrer
- Serra i Cau, Jaime († 1517), spanischer Geistlicher
- Serra i Corominas, Joaquim (1907–1957), katalanischer Komponist und Pianist
- Serra i Gonzàlez, Modest (1873–1962), katalanischer Komponist, Pianist und Musikpädagoge
- Serra i Gonzàlez, Pere (1870–1934), katalanischer Komponist und Musikpädagoge
- Serra i Puigvert, Rosa (* 1944), katalanische Bildhauerin und Malerin
- Serra i Roig, Màrius (* 1963), katalanischer Schriftsteller, Journalist und Übersetzer
- Serra y Juliá, Joseph (1811–1886), spanischer Geistlicher, Benediktiner, Missionar in Australien, Gründer der Abtei von New Norcia und der Oblatinnen vom Allerheiligsten Erlöser
- Serra Zanetti, Adriana (* 1976), italienische Tennisspielerin
- Serra Zanetti, Antonella (* 1980), italienische Tennisspielerin
- Serra, Albert (* 1975), katalanischer Videokünstler
- Serra, Antonio, italienischer Merkantilist
- Serra, Chico (* 1957), brasilianischer Autorennfahrer
- Serra, Cristóbal (1922–2012), mallorquinischer Autor
- Serra, Daniel (* 1984), brasilianischer Rennfahrer
- Serra, Eduardo (* 1943), portugiesisch-französischer Kameramann und Filmregisseur
- Serra, Éric (* 1959), französischer KomponistÉric Serra (* 1959)

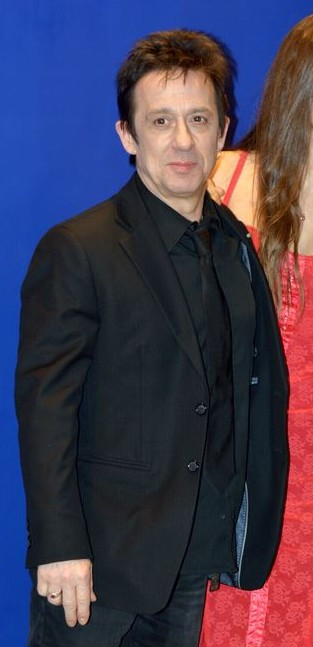
Éric Serra (* 1959)

- Serra, Etienne (1916–1989), Schweizer Diplomat
- Serra, Federico (* 1994), italienischer Boxer
- Serra, Florent (* 1981), französischer Tennisspieler
- Serra, Francesco (1783–1850), italienischer Kardinal, Erzbischof von Capua
- Serra, Giacomo (1570–1623), italienischer Kardinal und Bischof
- Serra, Giandomenico (1885–1958), italienischer Linguist, Romanist, Italianist, Sardologe und Dialektologe
- Serra, Giuseppe (* 1937), italienischer Altphilologe und Arabist
- Serra, Guillem, spätmittelalterlicher katalanischer Ritter, Geistlicher und Übersetzer
- Serra, Hal (1928–2012), US-amerikanischer Jazzmusiker
- Serra, Isabel (* 1989), spanische Philosophin, Aktivistin und Politikerin
- Serra, Janni (* 1998), deutscher Fußballspieler
- Serra, João Manuel (1931–2010), portugiesischer Schauspieler, Exzentriker, Kultfigur und Stadtoriginal
- Serra, Joaquim (* 1986), spanischer Mathematiker
- Serra, José (* 1942), brasilianischer Politiker
- Serra, Junípero (1713–1784), spanischer Franziskaner und Missionar, gilt als Gründer von San Francisco
- Serra, Luciana (* 1946), italienische Opernsängerin (Sopran)
- Serra, Luis (1935–1992), uruguayischer Radrennfahrer
- Serra, Mario José (1926–2005), argentinischer Geistlicher, römisch-katholischer Weihbischof in Buenos Aires
- Serra, Matt (* 1974), US-amerikanischer Mixed-Martial-Arts-Kämpfer
- Serra, Maurizio (* 1955), italienischer Diplomat, Schriftsteller und Historiker, Mitglied der Académie française
- Serra, Narcís (* 1943), spanischer Politiker (PSC), Wirtschaftswissenschaftler, Hochschullehrer und Sachbuchautor
- Serra, Paolo (* 1946), italienischer Maler
- Serra, Patrick (1962–2013), schwedischer Radrennfahrer
- Serra, Richard (1938–2024), US-amerikanischer Künstler des MinimalismusRichard Serra (1938–2024)

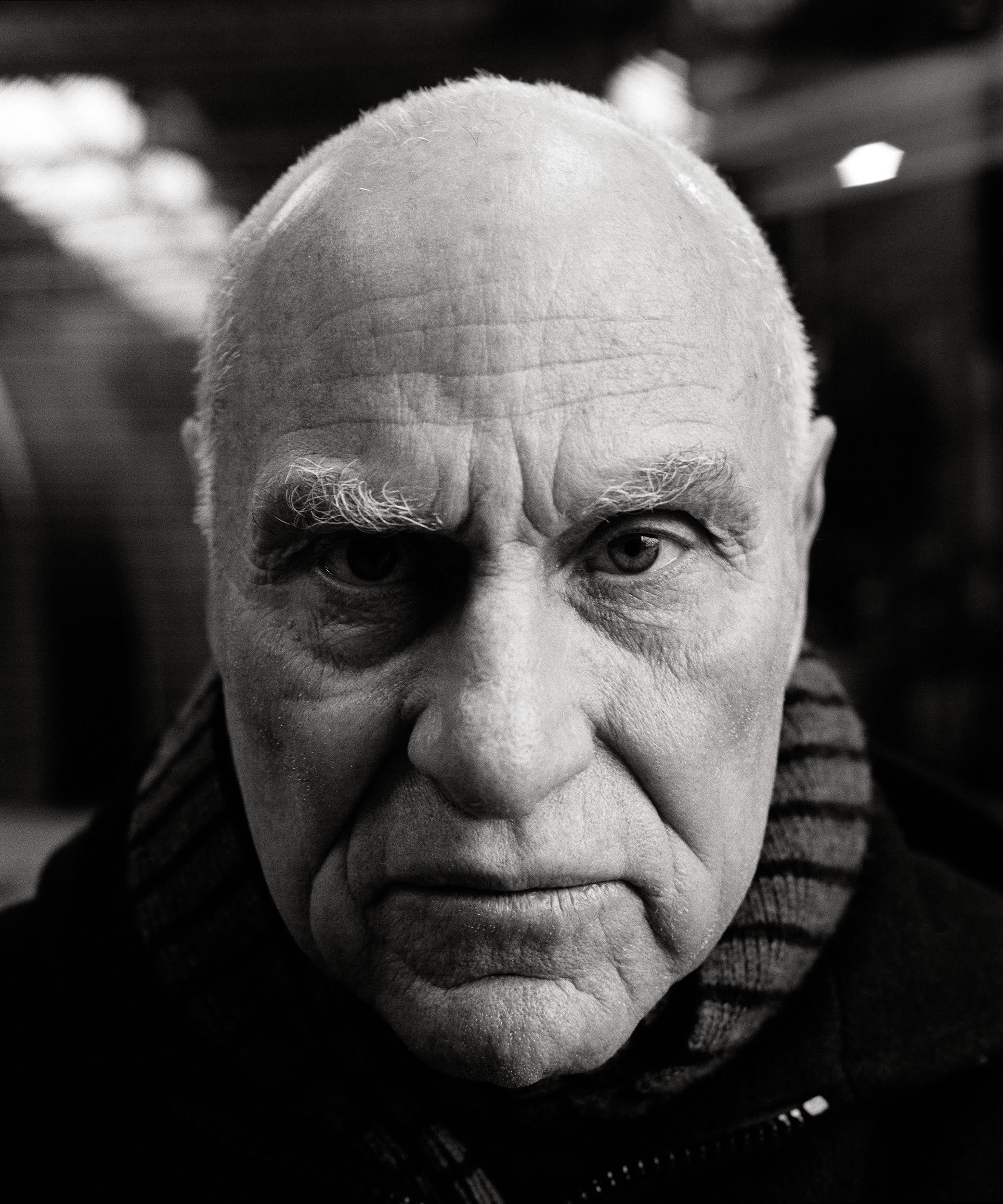
Richard Serra (1938–2024)

- Serra, Roberto (* 1982), italienischer Shorttracker
- Serra, Ruy (1900–1986), brasilianischer Geistlicher, Bischof von São Carlos
- Serra, Teresino (* 1947), italienischer Ordensgeistlicher, Generaloberer der Comboni-Missionar (MCCI)
- Serra, Yoann (* 1979), französischer Jazzmusiker (Schlagzeug)
- Serracchiani, Debora (* 1970), italienische Politikerin (PD), MdEP
- Serradilla Cuenca, Antonio (* 1999), spanischer Handballspieler
- Serrahima i Bofill, Joan (1905–1959), spanisch-katalanischer Rechtsanwalt und Leichtathlet
- Serrahima i Bofill, Maurici (1902–1979), katalanischer Schriftsteller und Politiker
- Serrahima i Villavecchia, Lluís (1931–2020), katalanischer Schriftsteller, Liedermacher
- Serrai, Alfredo (* 1932), italienischer Bibliothekar und Bibliothekswissenschaftler
- Serraille, Léonor (* 1986), französische Filmregisseurin und Drehbuchautorin
- Serralles, Felix (* 1992), puerto-ricanischer Automobilrennfahrer
- Serramalera, Juan Manuel (* 1972), argentinischer Volleyballspieler und -trainer
- Serrán Polo, Albert (* 1984), spanischer Fußballspieler
- Serranito (* 1942), spanischer Flamenco-Gitarrist
- Serrano Abad, Manuel de Jesús (1898–1971), ecuadorianischer Geistlicher, Erzbischof von Cuenca
- Serrano Antón, José Alberto (* 1942), spanischer Ordensgeistlicher, römisch-katholischer Bischof von Hwange in Simbabwe
- Serrano Cacho, J. Francisco (* 1937), mexikanischer Architekt
- Serrano Caldera, Alejandro (* 1938), nicaraguanischer Diplomat und Philosoph
- Serrano de Wilson, Emilia (1834–1923), spanische Schriftstellerin und Journalistin
- Serrano Domínguez, Francisco (1810–1885), spanischer General und PolitikerFrancisco Serrano Domínguez (1810–1885)

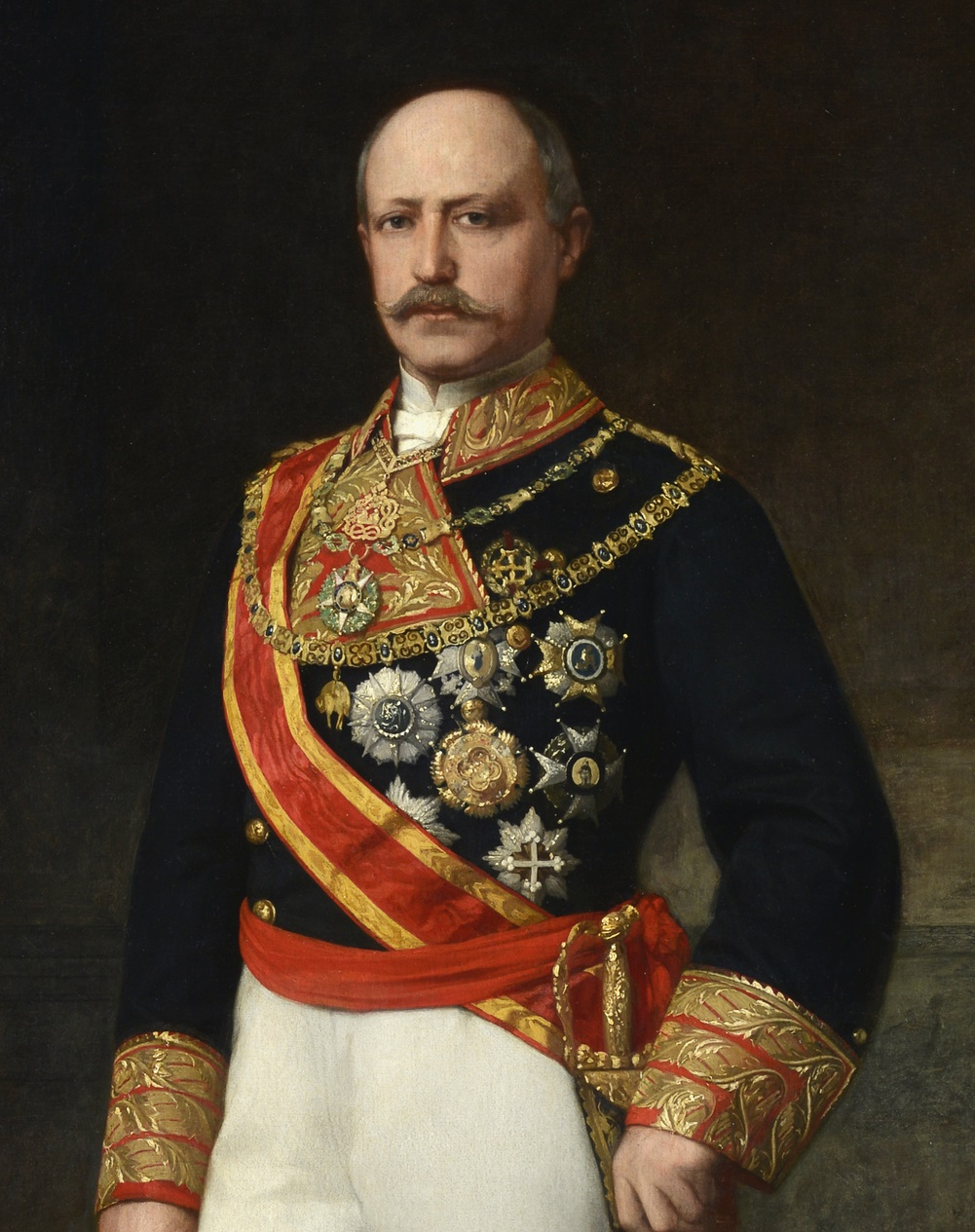
Francisco Serrano Domínguez (1810–1885)

- Serrano Elias, Jorge Antonio (* 1945), guatemaltekischer Präsident
- Serrano Gispert, Eugenio (* 1960), spanischer Handballspieler
- Serrano Pastor, Jesús (1902–1997), spanischer römisch-katholischer Ordensgeistlicher und Apostolischer Vikar von Darién
- Serrano Pentinat, Josep-Lluís (* 1977), spanischer römisch-katholischer Geistlicher, Bischof von Urgell, Kofürst von Andorra
- Serrano Plaja, Arturo (1909–1979), spanischer Dichter, Romanist und Hispanist in den USA
- Serrano Poncela, Segundo (1912–1976), spanischer Politiker und Autor
- Serrano Rodríguez, Daniel (* 2002), spanischer Handballspieler
- Serrano Rodríguez, Óscar (* 1981), spanischer Fußballspieler
- Serrano Rodríguez, Rafaela (1862–1938), kubanische Pianistin und Musikpädagogin spanischer Herkunft
- Serrano Serrano, Maria (1973–2001), spanisch-deutsche Sängerin, Tänzerin, Model und Krankenschwester
- Serrano Súñer, Ramón (1901–2003), spanischer Politiker
- Serrano Villalobos, Jorge (* 1997), spanischer Handballspieler
- Serrano Zameza, Grace (* 2006), deutsche Schauspielerin
- Serrano, Amanda (* 1988), puerto-ricanische Boxerin
- Serrano, Andres (* 1950), US-amerikanischer Fotograf und KünstlerAndres Serrano (* 1950)

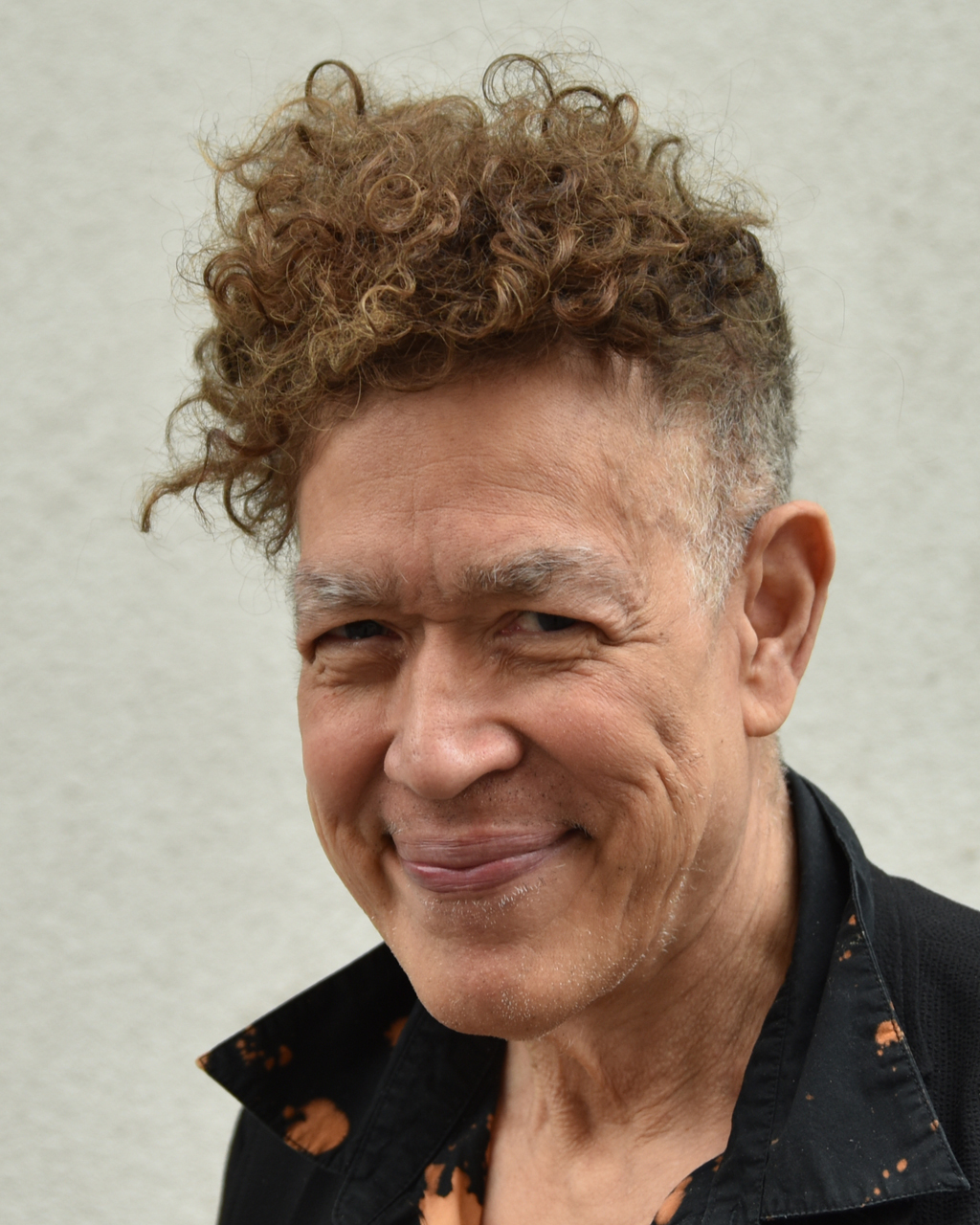
Andres Serrano (* 1950)

- Serrano, Antonio (* 1955), mexikanischer Regisseur, Schauspieler, Dramatiker und Drehbuchautor
- Serrano, Antonio (* 1974), spanischer Mundharmonikaspieler
- Serrano, Beatriz (* 1989), spanische Schriftstellerin
- Serrano, David (* 1968), spanischer Badmintonspieler
- Serrano, Diego (* 1973), ecuadorianisch-amerikanischer Schauspieler
- Serrano, Eduardo (1911–2008), venezolanischer Musiker, Dirigent und Komponist
- Serrano, Eduardo (* 1942), venezolanischer Schauspieler
- Serrano, Emilio (1850–1939), spanischer Pianist und Komponist
- Serrano, Francisco J. (1900–1982), mexikanischer Bauingenieur und Architekt
- Serrano, Gilberto (* 1970), venezolanischer Boxer im Leichtgewicht und Normalausleger
- Serrano, Gonzalo (* 1994), spanischer Radrennfahrer
- Serrano, Inma (* 1968), spanische Liedermacherin und Herausgeberin
- Serrano, Irma (1933–2023), mexikanische Musikerin, Schauspielerin, Drehbuchautorin und Filmproduzentin
- Serrano, Ismael (* 1974), spanischer Sänger, Liedermacher und Gitarrist

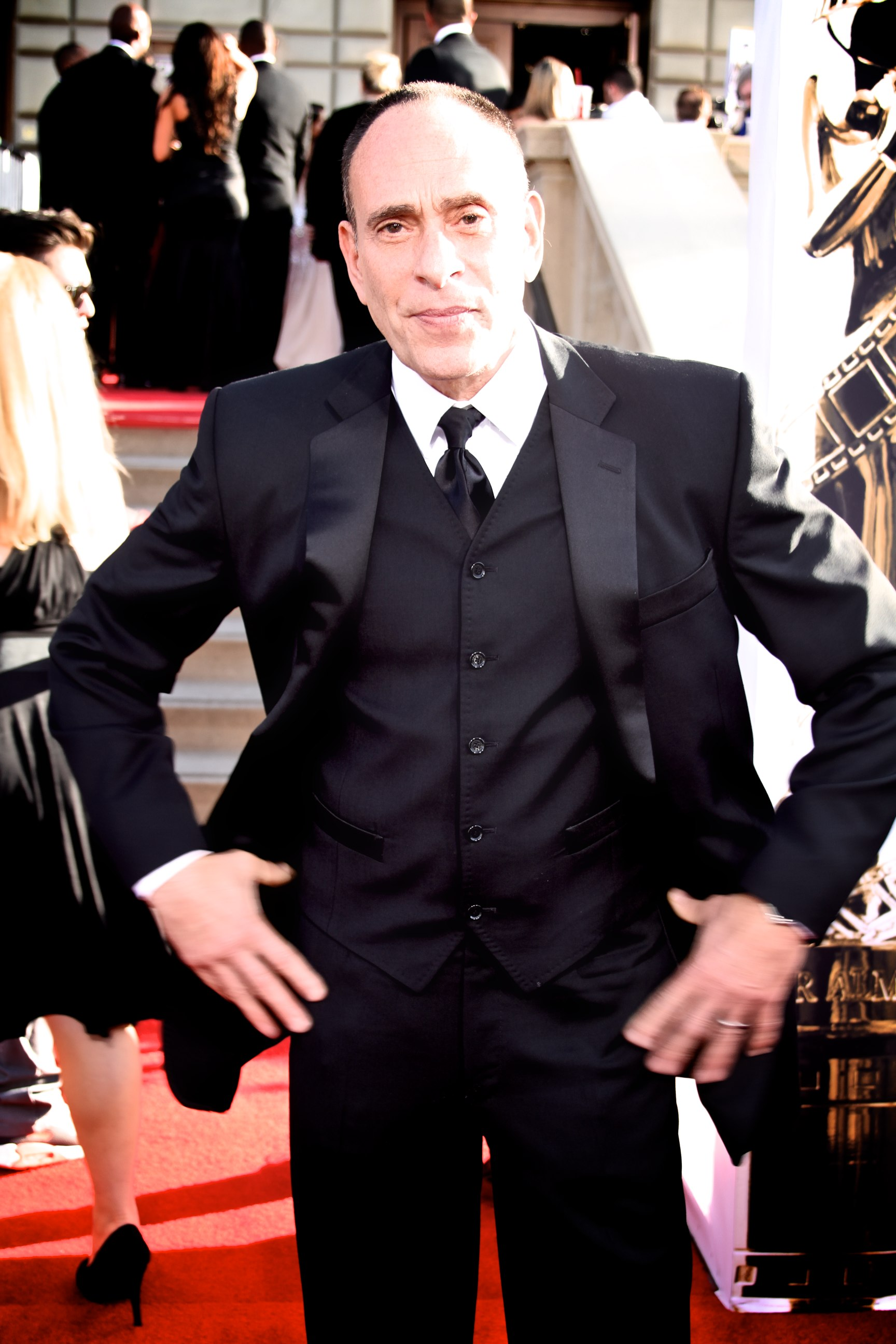
Nestor Serrano (* 1955)

- Serrano, Javi (* 2003), spanischer Fußballspieler
- Serrano, Jennifer (* 1984), spanische Popsängerin
- Serrano, Jesús (* 1978), spanischer Trapschütze
- Serrano, José (* 1943), US-amerikanischer Politiker
- Serrano, José Manuel (* 1981), spanischer Fußballspieler
- Serrano, Josep (* 1975), andorranischer Fußballspieler
- Serrano, Juan René (* 1984), mexikanischer Bogenschütze
- Serrano, Julien (* 1998), französischer Fußballspieler
- Serrano, Julieta (* 1933), spanische Schauspielerin
- Serrano, Lupe (1930–2023), chilenische Balletttänzerin
- Serrano, Manuel (* 1972), osttimoresischer Politiker, Diplomat und Beamter
- Serrano, Marcela (* 1951), chilenische Schriftstellerin
- Serrano, Marcos (* 1972), spanischer Radrennfahrer
- Serrano, Marta (* 2003), spanische Hindernisläuferin
- Serrano, Meryll (* 1997), norwegisch-philippinische Fußballspielerin
- Serrano, Miguel (1917–2009), chilenischer Diplomat und HolocaustleugnerMiguel Serrano (1917–2009)

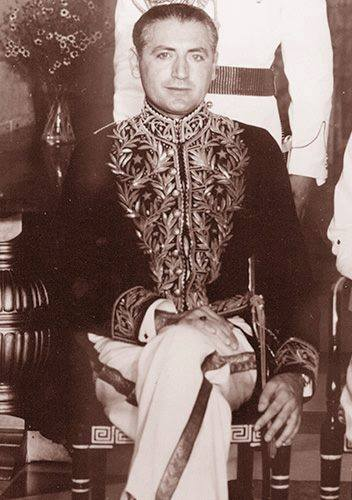
Miguel Serrano (1917–2009)

- Serrano, Nestor (* 1955), US-amerikanischer SchauspielerNestor Serrano (* 1955)
- Serrano, Nico (* 2003), spanischer Fußballspieler
- Serrano, Paul (1932–2015), US-amerikanischer Jazztrompeter und Toningenieur
- Serrano, Pedro, spanischer Seefahrer
- Serrano, Rafael (* 1987), spanischer Radrennfahrer
- Serrano, René (* 1955), chilenischer Fußballspieler
- Serrano, Ricardo (* 1978), spanischer Radrennfahrer
- Serrano, Roger (* 1991), spanischer Triathlet
- Serrano, Rolando (1938–2022), kolumbianischer Fußballspieler und -trainer
- Serrano, Rosita († 1997), chilenische Sängerin und Schauspielerin
- Serrano, Samuel (* 1952), puerto-ricanischer Boxer
- Serrano, Sonia (* 1972), Schweizer Schauspielerin
- Serrano, Urania Mella (1899–1945), galicische Politikerin und Vorläuferin des Feminismus
- Serrao, Francis (* 1959), indischer Ordensgeistlicher, römisch-katholischer Bischof von Mysore
- Serrão, Francisco († 1521), portugiesischer Kapitän, Entdecker
- Serrão, José Carlos (* 1950), brasilianischer Fußballspieler und -trainer
- Serrao, Marc Felix (* 1978), deutscher Journalist
- Serrao, Paolo (1830–1907), italienischer Komponist und Musikpädagoge
- Serrar, Karim, deutscher Journalist
- Serrat i Martín, Maria, katalanische Kulturmanagerin
- Serrat Seoane, Antonio (* 1995), spanischer Triathlet
- Serrat, Fabienne (* 1956), französische Skirennläuferin
- Serrat, Joan Manuel (* 1943), spanischer Liedermacher
- Serrat, Raimundo († 1163), Abt von Fitero
- Serratelli, Arthur Joseph (* 1944), US-amerikanischer Geistlicher und römisch-katholischer Bischof von Paterson
- Serrato, José (1868–1960), uruguayischer Präsident
- Serrato, Moctezuma (* 1976), mexikanischer Fußballspieler
- Serratos, Christian (* 1990), US-amerikanische SchauspielerinChristian Serratos (* 1990)

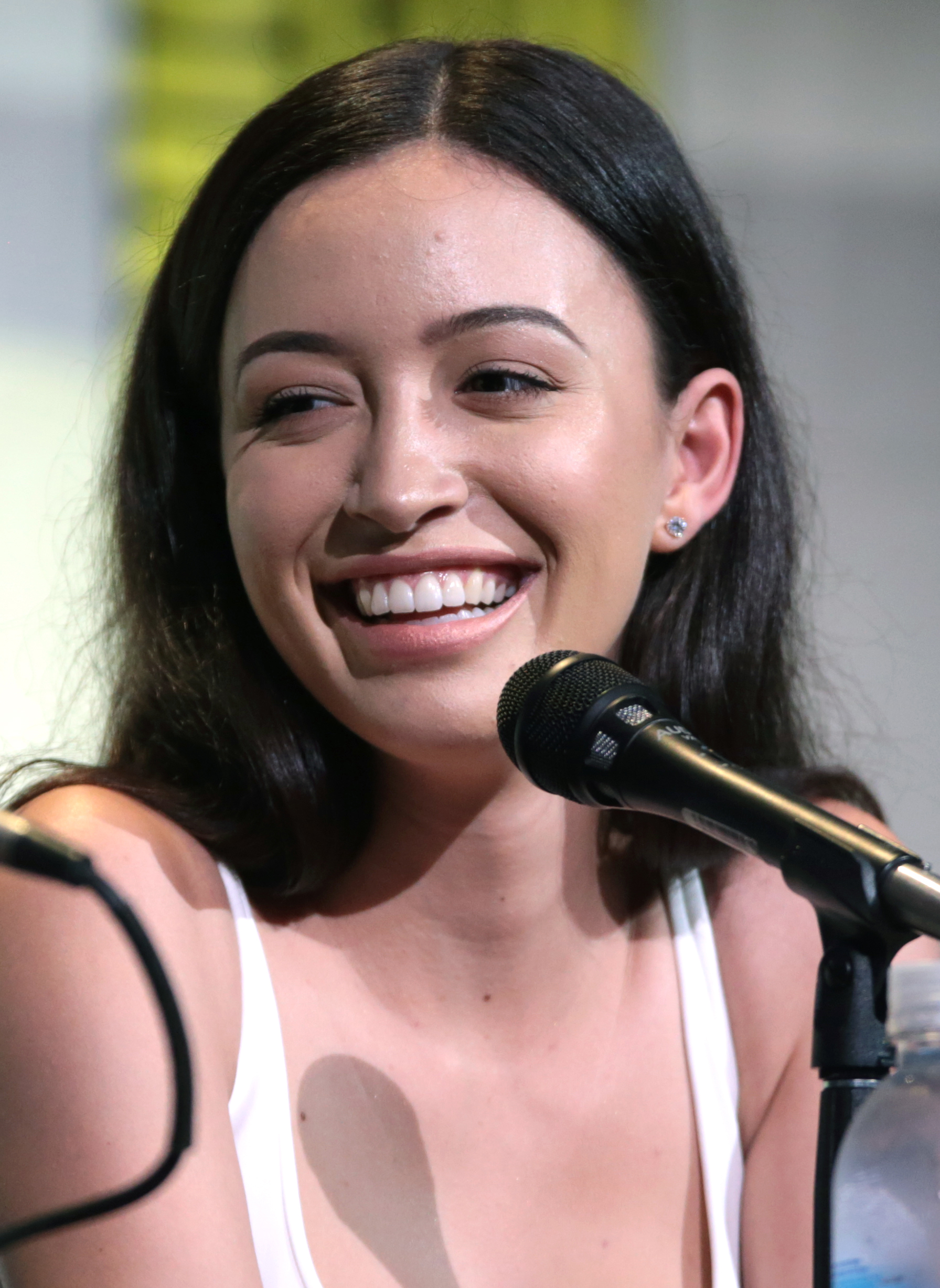
Christian Serratos (* 1990)

- Serraud, Gaston (1905–1992), französischer Autorennfahrer
- Serrault, Michel (1928–2007), französischer Schauspieler
- Serravalle, Antonio (* 2002), kanadischer Autorennfahrer
- Serre, Anne (* 1960), französische Schriftstellerin
- Serre, Catherine (* 1954), französische Film- und Fernsehschauspielerin
- Serre, Claude (1938–1998), französischer Cartoonzeichner
- Serre, Denis (* 1954), französischer Mathematiker
- Serre, Friederike (1800–1872), deutsche Mäzenin, Gastgeberin
- Serre, Friedrich Anton (1789–1863), deutscher Major und Mäzen
- Serre, Gautier (* 1984), französischer Musiker, Musikproduzent und Komponist
- Serre, Henri (1931–2023), französischer Schauspieler
- Serre, Hercule de (1776–1824), Jurist und Politiker
- Serre, Jean-Pierre (* 1926), französischer Mathematiker
- Serre, Joséphine (* 1982), französische Film- und Fernsehschauspielerin
- Serre, Josiane (1922–2004), französische Chemikerin und Hochschullehrerin
- Serre, Philippe (1901–1991), französischer Politiker
- Serreau, Coline (* 1947), französische Filmemacherin und SchriftstellerinColine Serreau (* 1947)

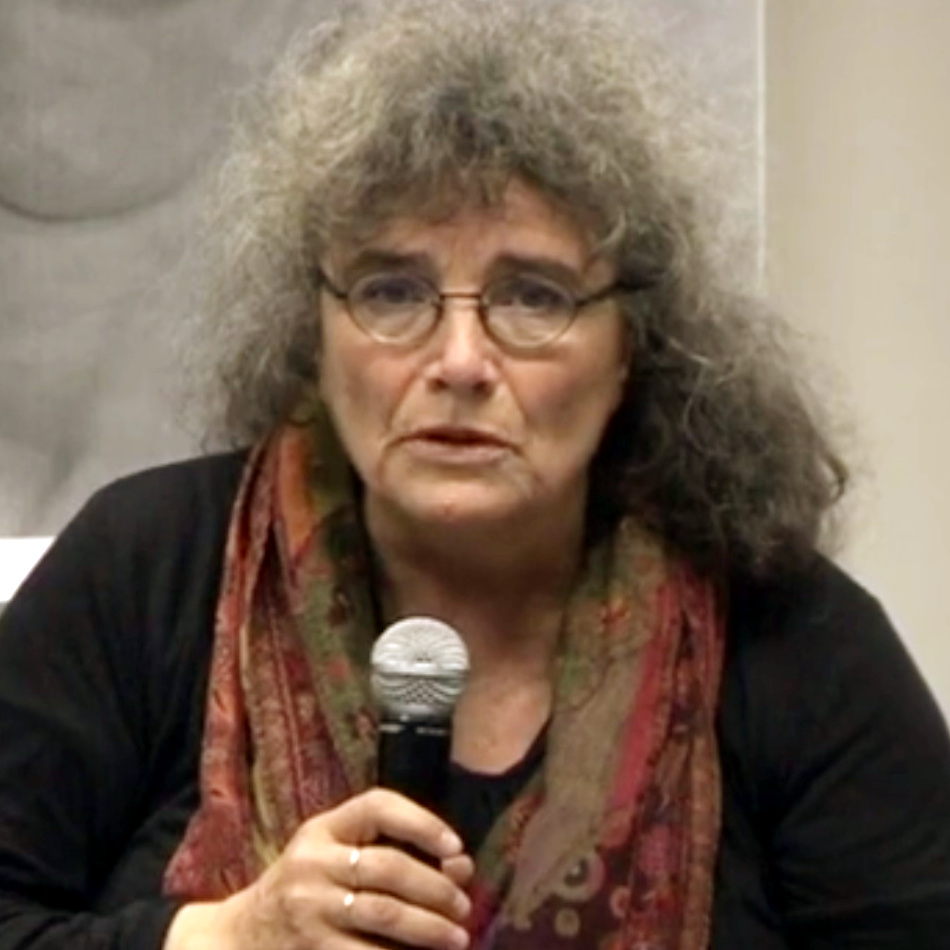
Coline Serreau (* 1947)

- Serredszum, Cyril (* 1971), französischer Fußballspieler und -trainer
- Serreius, Joannes (* 1574), französischer Grammatiker und Lehrer für Französisch als Fremdsprache in Straßburg
- Serrek, Philipp (* 1993), deutscher Fußballspieler
- Serrell, Orlando (* 1969), US-amerikanischer Inselbegabter
- Serreqi, Karl (1911–1954), franziskanischer Ordenspriester und Märtyrer
- Serres, Dominic († 1793), englischer Marinemaler
- Serres, Günther (1910–1981), deutscher Politiker (CDU), MdB
- Serres, Jean-Charles (1893–1968), französischer Botschafter
- Serres, John Thomas (1759–1825), englischer Marinemaler
- Serres, Lorenzo (* 1998), französischer Mountainbiker
- Serres, Louis de (1864–1942), französischer Komponist und Musikpädagoge
- Serres, Michel (1930–2019), französischer PhilosophMichel Serres (1930–2019)

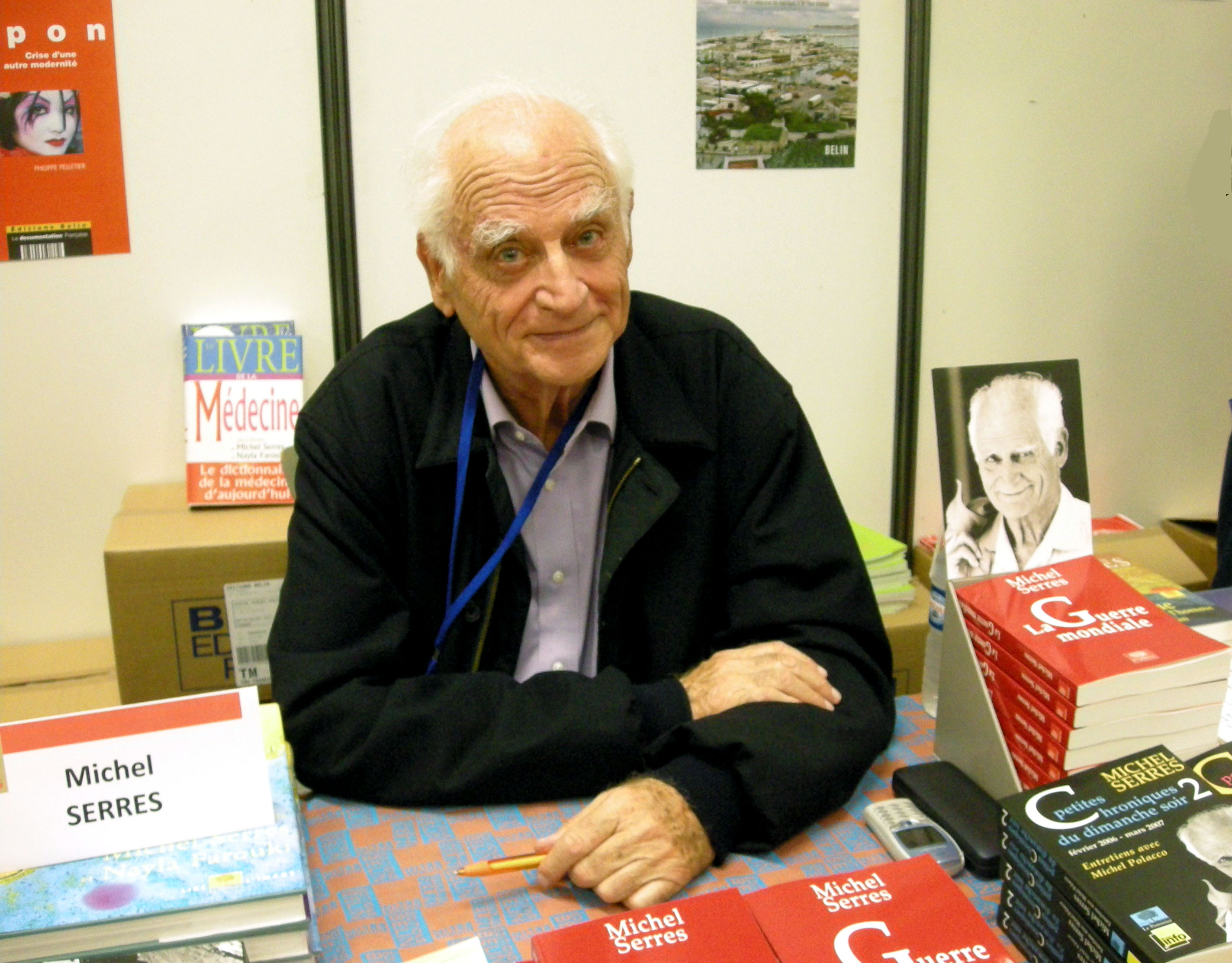
Michel Serres (1930–2019)

- Serres, Olivia (1772–1834), britische Schriftstellerin und Malerin
- Serres, Olivier de (1539–1619), französischer Autor, Bodenkundler, Agronom und Agrarreformer
- Serres, Patrice (1946–2023), französischer Comiczeichner
- Serret i Almenara, Anna (* 1988), katalanische Pianistin und Musikpädagogin
- Serret, Joseph (1819–1885), französischer Mathematiker
- Serri, Eddy (* 1974), italienischer Radrennfahrer
- Serricchio, Ignacio (* 1982), argentinisch-US-amerikanischer SchauspielerIgnacio Serricchio (* 1982)

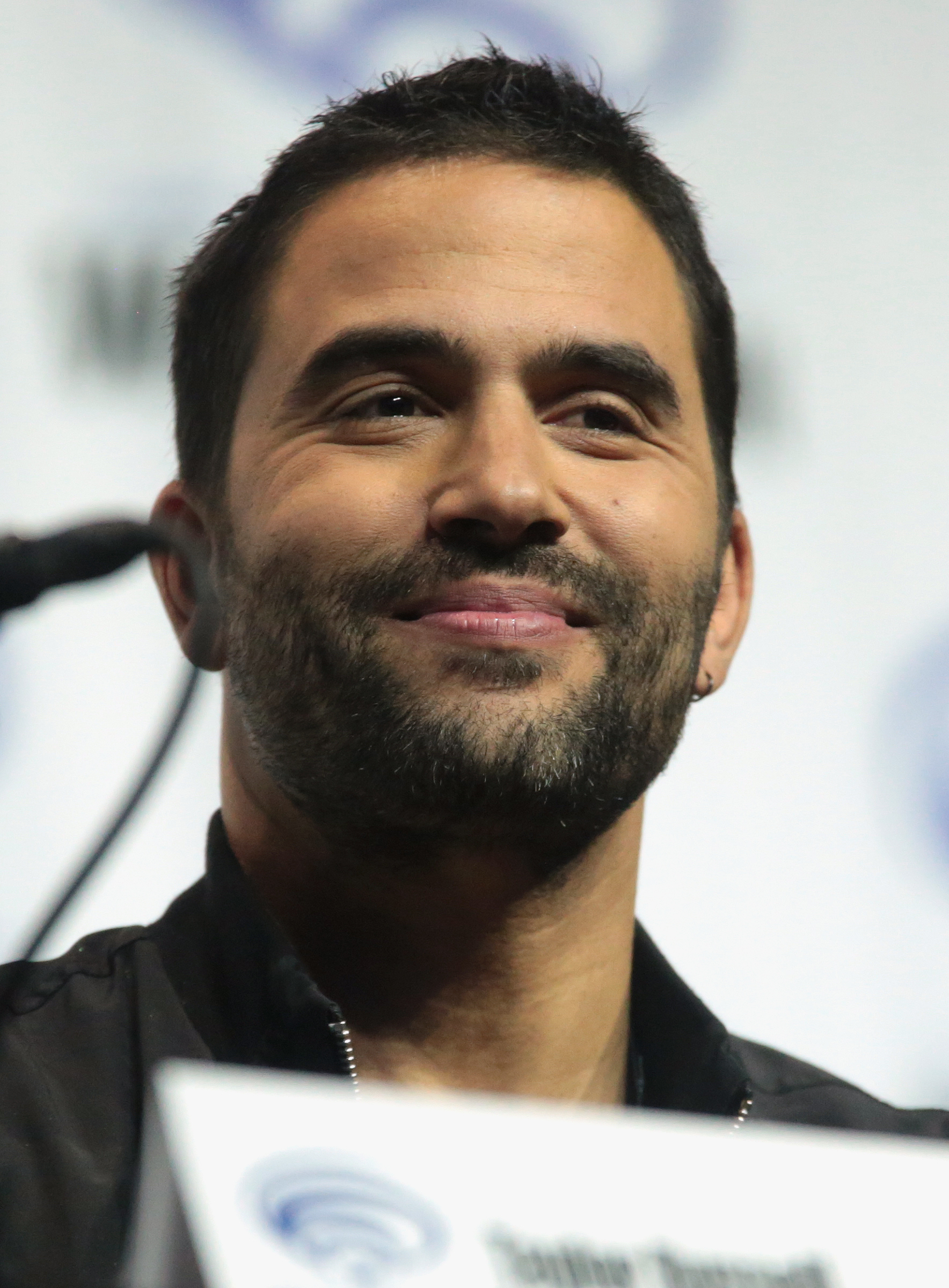
Ignacio Serricchio (* 1982)

- Serrin, James (1926–2012), US-amerikanischer Mathematiker
- Serristori, Ludovico (1600–1656), italienischer Geistlicher und Bischof von Cortona
- Serristori, Umberto (1861–1941), italienischer Diplomat und Politiker, Abgeordneter und Senator
- Serrizuela, José (* 1962), argentinischer Fußballspieler
- Serro, Antonio, Schweizer Architekt und Ingenieur
- Serro, Johann, Schweizer Baumeister
- Serrur, Henri (1794–1865), französischer Maler
- Serrure, Auguste (1825–1902), belgischer Genre- und Historienmaler
- Serrurier, Auguste (* 1857), französischer Bogenschütze
- Serrurier, Doug (1920–2006), südafrikanischer Rennfahrer
- Serrurier, Iwan (1878–1953), niederländisch-US-amerikanischer Erfinder und Unternehmer
- Serrurier, Josephus († 1742), niederländischer Philosoph, Physiker, Mathematiker, Mediziner und Botaniker
- Serrurier, Lindor (1846–1901), niederländischer Anthropologe, Konservator und Museumsdirektor
- Serrurier, Louis (1766–1813), deutscher Zeichner und Kupferstecher
- Serrurier, Mark (1904–1988), US-amerikanischer Erfinder und Ingenieur
- Serrurier-Bovy, Gustave (1858–1910), belgischer Architekt und Designer für angewandte Kunst
- Serruys, Paul (1912–1999), belgischer China-Missionar der Kongregation vom Unbefleckten Herzen Mariens, Sinologe und Hochschullehrer
- Serruys, Yvonne (1873–1953), belgisch-französische Bildhauerin, Malerin, Modelleurin, Glaskünstlerin und Autorin
- Serry, John junior (* 1954), amerikanischer Jazzmusiker (Piano, Keyboards, Komposition)
- Serry, John senior (1915–2003), amerikanischer Akkordeon-Virtuose, Arrangeur, Komponist, Organist und Pädagoge
- Serry, Pieter (* 1988), belgischer Radrennfahrer
- Serry, Robert (* 1950), niederländischer Diplomat

### Sers
- Sers, Gauvain (* 1989), französischer Singer-Songwriter und Chansonnier
- Sersale, Antonino (1702–1775), italienischer römisch-katholischer Geistlicher, Erzbischof von Neapel und Kardinal
- Sersale, Gerolamo (1584–1654), italienischer Astronom und Jesuit
- Sersale, Scipione (1691–1751), italienischer römisch-katholischer Geistlicher und Bischof von Lecce
- Sersen, Fred (1890–1962), US-amerikanischer Filmtechniker und Spezialeffektkünstler
- Sersen, Michal (* 1985), slowakischer Eishockeyspieler
- Sérsic, José Luis (1933–1993), argentinischer Astronom

### Sert
- Sert, Ivana (* 1979), serbisch-türkische Fernsehmoderatorin und Model
- Sert, José María (1874–1945), spanischer Maler
- Sert, Josep Lluís (1902–1983), spanischer Architekt
- Sert, Misia (1872–1950), KunstförderinMisia Sert (1872–1950)

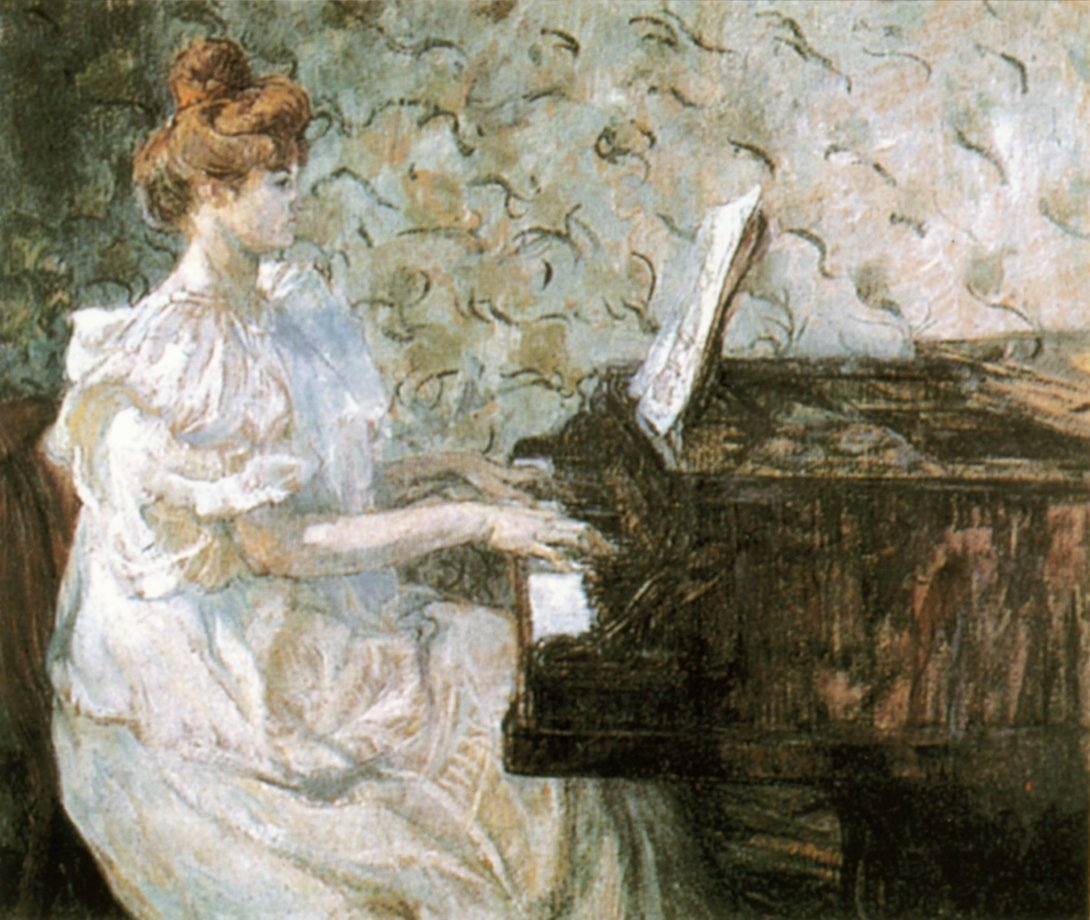
Misia Sert (1872–1950)

- Sert, Mustafa (* 1980), türkischer Fußballspieler
- Sertdemir, Zidan (* 2005), dänischer Fußballspieler
- Sertel, Sabiha (1895–1968), erste weibliche türkische Journalistin
- Sertic, Grégory (* 1989), französischer Fußballspieler
- Sertić, Mario (* 1988), kroatischer Eishockeyspieler
- Sertich, Andy (* 1983), US-amerikanisch-kroatischer Eishockeyspieler
- Sertich, Marty (* 1982), US-amerikanischer Eishockeyspieler und -trainer
- Sertl, Korbinian (* 1993), deutscher Eishockeytorwart
- Sertl, Otto (1924–2013), österreichischer Musikwissenschaftler, Generalsekretär der Salzburger Festspiele
- Sertoli, Enrico (1842–1910), italienischer Physiologe und Histologe
- Sertorelli, Erminio (1901–1979), italienischer Skilangläufer
- Sertorelli, Giacinto (1915–1938), italienischer Skirennläufer
- Sertorelli, Stefano (1911–1995), italienischer Skisportler
- Sertorio, Giovanni Battista (1805–1871), Maler
- Sertorius Brocchus Quintus Servaeus Innocens, Gaius, römischer Suffektkonsul (101)
- Sertorius, Quintus (123 v. Chr.–72 v. Chr.), römischer Politiker und Feldherr
- Sertso, Ingrid (* 1944), US-amerikanisch-deutsche Sängerin und Jazzpädagogin
- Serturini, Annamaria (* 1998), italienische Fußballspielerin
- Sertürner, Friedrich (1783–1841), deutscher Apotheker und Entdecker des MorphinsFriedrich Sertürner (1783–1841)

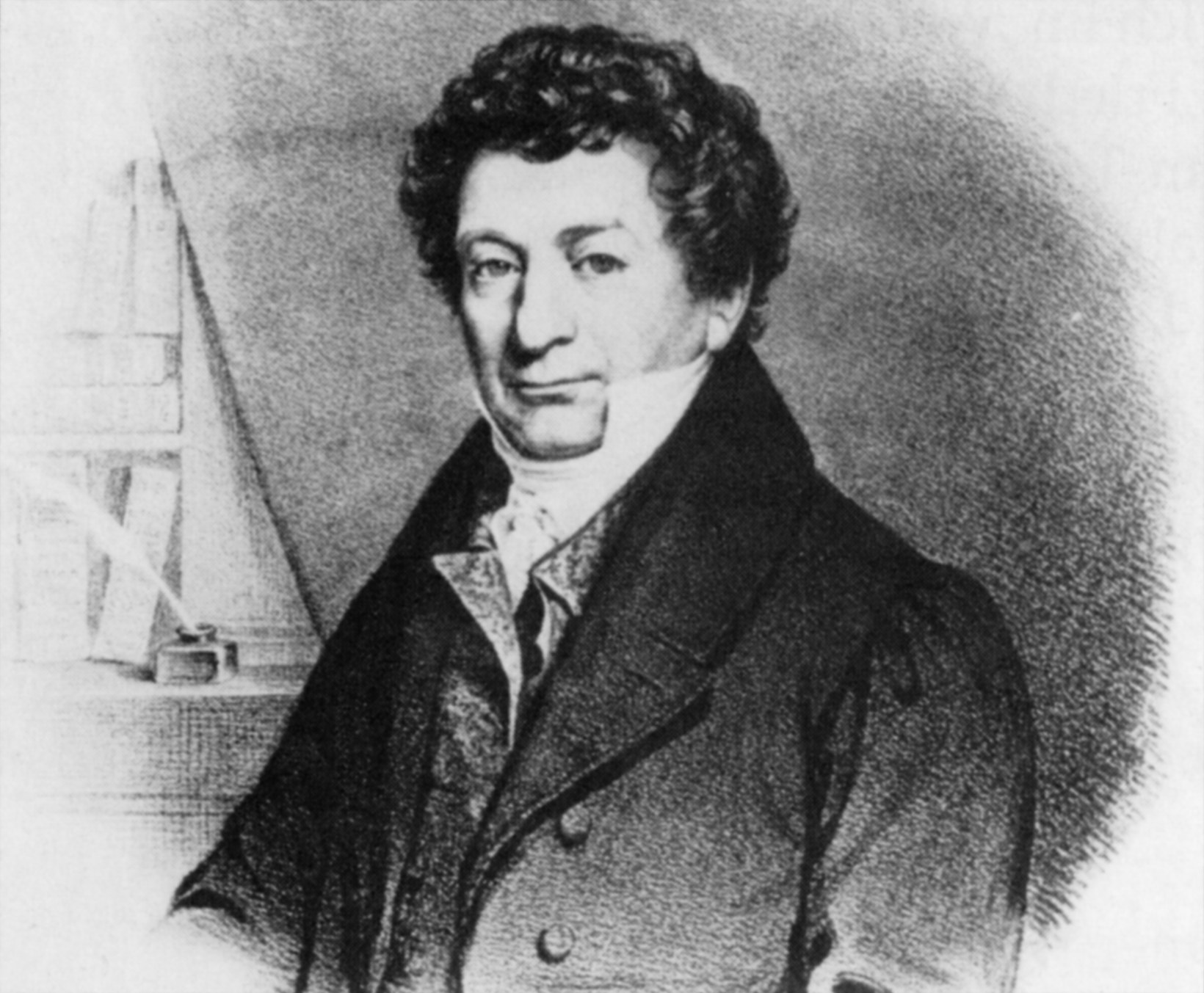
Friedrich Sertürner (1783–1841)

- Sertürner, Josephus Simon (1729–1798), österreichisch-deutscher Landmesser und Architekt
- Sertznig, Hélène (* 1990), luxemburgische Fußballspielerin

### Seru
- Seru, Amit (* 1974), indischer Ökonom
- Serubbabel, Statthalter der Provinz Juda
- Serugo, Ronald (* 1984), ugandischer Boxer
- Serullas, Georges Simon (1774–1832), französischer Chemiker und Apotheker
- Sérurier, Jean Mathieu Philibert (1742–1819), französischer Revolutionsgeneral, Marschall und Pair von Frankreich
- Sérurier, Louis Barbe Charles (1775–1860), französischer Botschafter
- Sérusier, Paul (1864–1927), französischer Maler
- Seruya, Sime (1876–1955), portugiesische Schauspielerin, die als Suffragette und Sozialistin im Vereinigten Königreich aktiv war

### Serv
- Servadei, Glauco (1913–1968), italienischer Radrennfahrer
- Servaes, August (1832–1923), deutscher Industrie-Manager, Lobbyist und Politiker, MdR
- Servaes, Dagny (1894–1961), deutsch-österreichische Theater- und Filmschauspielerin sowie SynchronsprecherinDagny Servaes (1894–1961)

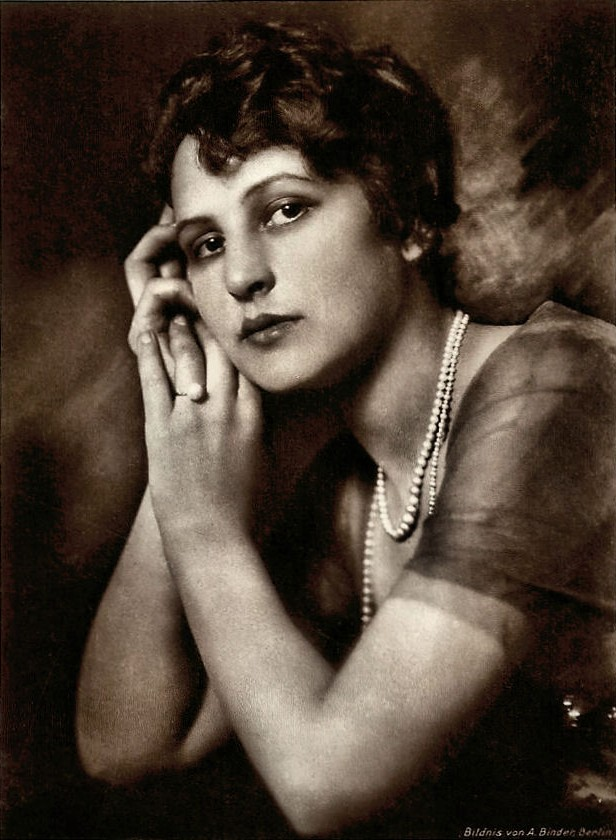
Dagny Servaes (1894–1961)

- Servaes, Evi (1922–2007), österreichische Schauspielerin
- Servaes, Franz (1862–1947), deutscher Journalist, Kritiker und Schriftsteller
- Servaes, Michiel (* 1972), niederländischer Politiker (PvdA)
- Servaeus, Quintus, römischer Politiker
- Servais, Adrien-François (1807–1866), belgischer Cellist und Komponist
- Servais, Albert (1887–1974), deutscher Politiker (Zentrum), MdR
- Servais, Alex (1896–1949), luxemburgischer Sprinter und Speerwerfer
- Servais, Clément (1862–1935), belgischer Mathematiker
- Servais, Edmond (1910–1944), belgischer römisch-katholischer Geistlicher und Märtyrer
- Servais, Emmanuel (1811–1890), luxemburgischer Politiker
- Servais, Jean (1910–1976), belgischer SchauspielerJean Servais (1910–1976)

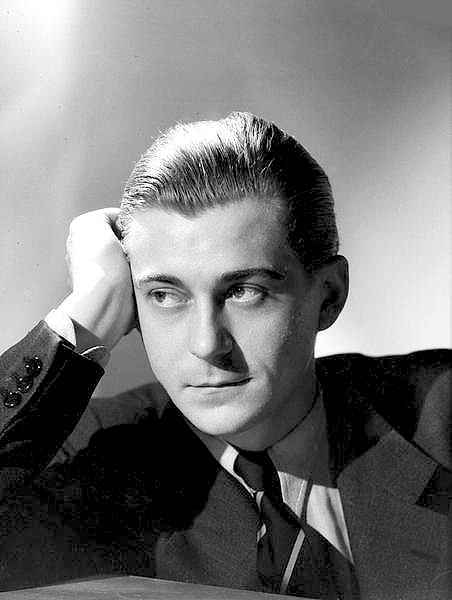
Jean Servais (1910–1976)

- Servais, Jean-Claude (* 1956), belgischer Comiczeichner
- Servais, Raoul (1928–2023), belgischer Filmschaffender
- Servais, Roger David (* 1942), belgischer Maler, Zeichner, Bildhauer und Designer
- Servan, Joseph (1741–1808), französischer Autor, Offizier und Politiker
- Servan-Schreiber, David (1961–2011), französischer Mediziner, Neuropsychologe und Autor
- Servan-Schreiber, Jean-Claude (1918–2018), französischer Journalist und Politiker
- Servan-Schreiber, Jean-Jacques (1924–2006), französischer Journalist, Essayist, Medienmanager, Linksintellektueller und Politiker
- Servandoni, Giovanni Niccolò (1695–1766), italienisch-französischer Maler und Architekt
- Servania, Brandon (* 1999), US-amerikanischer Fußballspieler
- Sérvanin, François (* 1941), französischer Autorennfahrer
- Servansing, Shree Baboo Chekitan (* 1955), mauritischer Diplomat und Mitglied des WTO Appellate Body
- Servant Girl Annihilator, US-amerikanischer Serienmörder in Austin
- Servant, Henri (1945–2011), französischer Botschafter
- Servanty, Lucien (1909–1973), französischer Luftfahrtingenieur
- Servas, Fritz (1877–1942), deutscher Fußballspieler
- Servat, Gilles (* 1945), französischer Sänger, Musiker, Songwriter, Schauspieler, Dichter und Schriftsteller
- Servatius von Tongern († 384), Eisheiliger, Bischof von Tongeren (342–384)
- Servatius, Bernhard (* 1932), deutscher Jurist
- Servatius, Brigitte (* 1944), deutsche Kommunalpolitikerin
- Servatius, Hans-Gerd (* 1952), deutscher Unternehmer
- Servatius, Martina (1954–2016), deutsche Schauspielerin
- Servatius, Robert (1894–1983), deutscher RechtsanwaltRobert Servatius (1894–1983)

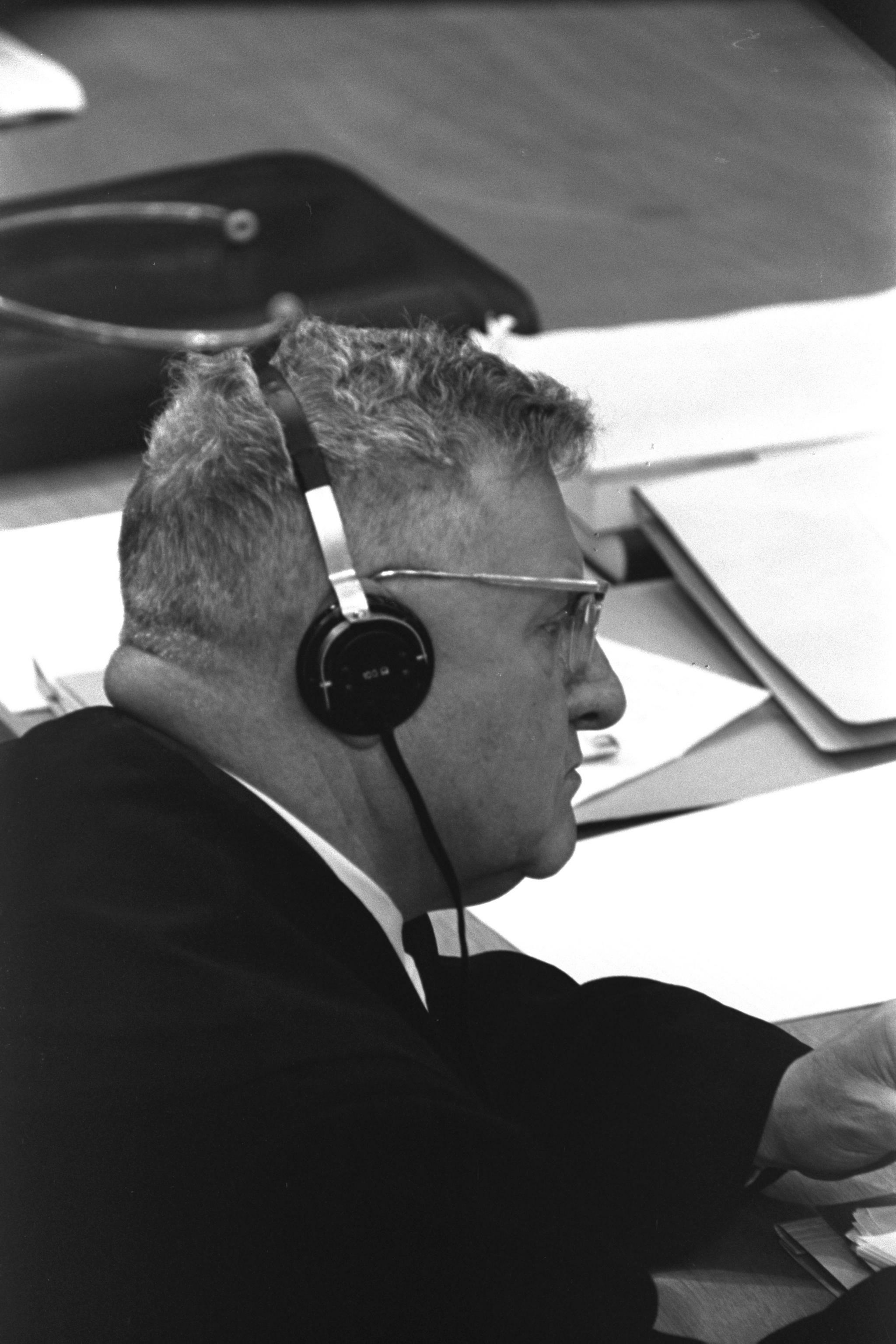
Robert Servatius (1894–1983)

- Servauter, Peter († 1574), Pionier der Seidenbandherstellung in Basel
- Servella, Joseph (1896–1980), französischer Crossläufer
- Servelle, Patrice (* 1974), monegassischer Bobfahrer
- Servellón, Esteban (1921–2003), salvadorianischer Komponist, Musiker, Dirigent und Musikpädagoge
- Servene, Klaus (* 1949), deutscher Schriftsteller
- Šervenikas, Robertas (* 1966), litauischer Dirigent
- Servenius, Elisa, schwedische Soldatin
- Servent, Pierre (* 1954), französischer Publizist und ehemaliger Offizier
- Serventi, Luigi (1885–1976), italienischer Schauspieler und Filmregisseur
- Serventi, Victor (1907–2000), französischer Komponist
- Serventy, Dominic (1904–1988), australischer Ornithologe
- Serventy, Vincent (1916–2007), australischer Autor, Ornithologe und Naturschützer
- Server Jung (* 1848), Privatlehrer am Hofe von Hyderabad für Asaf Jah VI. und Salar Jung II. (ab 1872)
- Servera Camps, Juan (1878–1957), spanischer Pionier des Tourismus
- Servera, Miki (* 1992), spanischer Basketballspieler
- Servet, Mustafa Edip (1881–1960), türkischer Stabsoffizier, Abgeordneter der Großen Nationalversammlung der Türkei
- Servetti, Ángel, uruguayischer Politiker
- Servetus, Michael (1511–1553), spanischer Arzt, Gelehrter, Humanist und TheologeMichael Servetus (1511–1553)

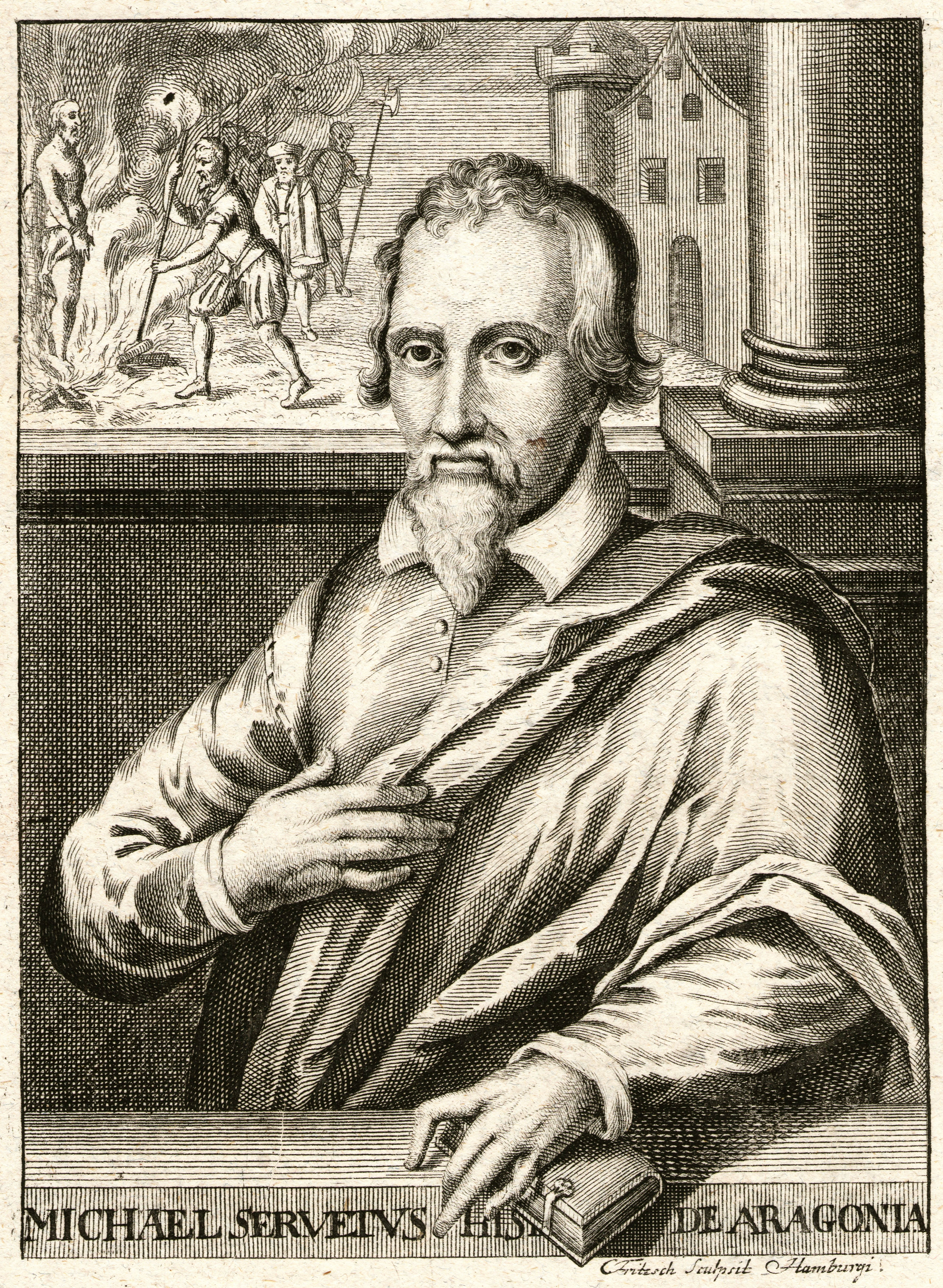
Michael Servetus (1511–1553)

- Servi, Andrea (1984–2013), italienischer Fußballspieler
- Servi, Helli (1923–1990), österreichische Schauspielerin
- Servi, Johann Dominik von († 1679), Pfalz-Neuburger Beamter
- Servià, Oriol (* 1974), spanischer Automobilrennfahrer
- Service, Elman (1915–1996), US-amerikanischer Ethnologe
- Service, James (1823–1899), australischer Politiker und der zwölfte Premier von Victoria
- Service, John Stewart (1909–1999), US-amerikanischer Diplomat
- Service, Robert (* 1947), britischer Historiker
- Service, Robert W. (1874–1958), kanadischer Dichter und NovellistRobert W. Service (1874–1958)

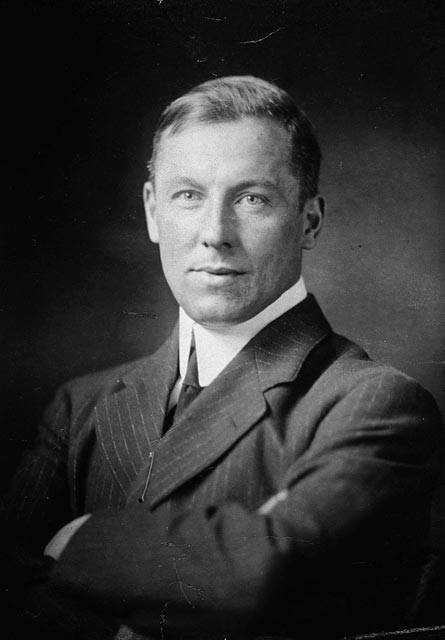
Robert W. Service (1874–1958)

- Servien, Abel (1593–1659), französischer Diplomat und Staatsmann
- Servier, Jacques (1922–2014), französischer Arzt und Unternehmer
- Servigne, Pablo (* 1978), französischer Agraringenieur, Autor und Redner
- Servilia Caepionis, römische Patrizierin
- Servilius Africanus, Publius, römischer Offizier (Kaiserzeit)
- Servilius Ahala, Gaius, römischer Konsul
- Servilius Ahala, Gaius, römischer Politiker und Militär
- Servilius Caepio, Gnaeus, römischer Konsul
- Servilius Caepio, Gnaeus, römischer Konsul 253 v. Chr.
- Servilius Caepio, Gnaeus, römischer Konsul und Zensor
- Servilius Caepio, Gnaeus († 174 v. Chr.), römischer Konsul
- Servilius Caepio, Quintus, römischer Politiker, Konsul 106 v. Chr.
- Servilius Caepio, Quintus († 90 v. Chr.), römischer Politiker und Heerführer
- Servilius Caepio, Quintus († 112 v. Chr.), römischer General und Politiker
- Servilius Caepio, Quintus († 67 v. Chr.), römischer Politiker, Adoptivvater des Marcus Iunius Brutus
- Servilius Calvus, Publius, römischer Statthalter
- Servilius Casca, Gaius, römischer Politiker, einer der Verschwörer gegen Gaius Iulius Caesar
- Servilius Casca, Publius, römischer Politiker, einer der Verschwörer gegen Gaius Iulius Caesar
- Servilius Fabianus Maximus, Marcus, römischer Suffektkonsul (158)
- Servilius Fidenas, Quintus, römischer Konsulartribun 382, 378 und 369 v. Chr.
- Servilius Fidenas, Quintus, römischer Konsulartribun 402, 398, 395, 390, 388 und 386 v. Chr.
- Servilius Geminus, Gaius, römischer Prätor (um 220 v. Chr.)
- Servilius Geminus, Gaius († 180 v. Chr.), römischer Konsul 203 v. Chr., Diktator 202 v. Chr.
- Servilius Geminus, Gnaeus († 216 v. Chr.), römischer Konsul (217 v. Chr.)
- Servilius Geminus, Publius, römischer Konsul 252 und 248 v. Chr.
- Servilius Isauricus, Publius, römischer Politiker am Ende der Römischen Republik, Konsul 48 und 41 v. Chr.
- Servilius Nonianus († 59), römischer Geschichtsschreiber
- Servilius Priscus Structus, Publius, römischer Konsul 495 v. Chr.
- Servilius Priscus, Publius († 463 v. Chr.), römischer Konsul 463 v. Chr.
- Servilius Priscus, Quintus, römischer Konsul 468 v. Chr. und 466 v. Chr.
- Servilius Priscus, Spurius, römischer Konsul 476 v. Chr.
- Servilius Priscus, Spurius, römischer Zensor 378 v. Chr.
- Servilius Pudens, Quintus, römischer Statthalter
- Servilius Pulex Geminus, Marcus, römischer Konsul 202 v. Chr.
- Servilius Rullus, Publius, römischer Reiterführer 40 v. Chr.
- Servilius Rullus, Publius, römischer Volkstribun 63 v. Chr.
- Servilius Silanus, Marcus, römischer Suffektkonsul (152)
- Servilius Tucca, Gaius, römischer Konsul 284 v. Chr.
- Servilius Vatia, Publius († 44 v. Chr.), römischer Politiker; Konsul 79 v. Chr.
- Servillo, Peppe (* 1960), italienischer Sänger, Songwriter und Schauspieler
- Servillo, Toni (* 1959), italienischer Schauspieler und TheaterregisseurToni Servillo (* 1959)

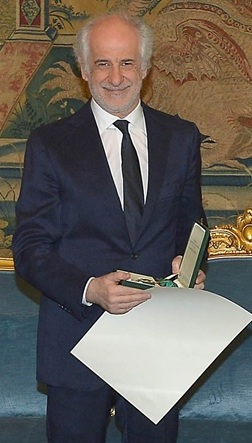
Toni Servillo (* 1959)

- Servín, Bibencio (* 1984), paraguayischer Fußballspieler
- Servín, Raúl (* 1963), mexikanischer Fußballspieler
- Serviss, Garrett (1881–1907), US-amerikanischer Leichtathlet
- Serviss, Garrett P. (1851–1929), US-amerikanischer Wissenschafts- und Science-Fiction-Autor
- Servitto, Matt (* 1965), US-amerikanischer Schauspieler
- Servius Honoratus, Maurus, römischer Grammatiker
- Servo, Marty (1919–1969), US-amerikanischer Boxer
- Servois, Gustave (1829–1927), französischer Archivar, Präfekt und Romanist
- Servold, Clarence (1927–2019), kanadischer Skisportler
- Servold, Irvin (* 1932), kanadischer Skisportler
- Servos, Stefan (* 1975), deutscher Journalist und Autor
- Servoz, Michel (* 1954), französischer EU-Beamter und Generaldirektor
- Servoz-Gavin, Johnny (1942–2006), französischer Formel-1-Rennfahrer
- Servus, Harald (* 1965), österreichischer Politiker (ÖVP)

### Serw
- Serwa, Kelsey (* 1989), kanadische Freestyle-Skisportlerin
- Serwaa Ampem, Nana Afia Kobi II (1905–2016), ghanaische Königinmutter
- Serwaa, Akosua (* 1981), ghanaische Leichtathletin
- Serwe-Pandrick, Esther (* 1981), deutsche Sportpädagogin und Hochschullehrerin
- Serwer, Andy (* 1959), US-amerikanischer Journalist
- Serwotke, Renate (* 1949), deutsche Schauspielerin
- Serwy, Jérémy (* 1991), belgischer Fußballspieler

### Serx
- Serxho (* 1965), albanischer Maler

### Sery
- Sery Larsen, Japhet (* 2000), dänischer Fußballspieler
- Sery, Alexander Iwanowitsch (1927–1987), sowjetischer Filmregisseur
- Sery, Christian (* 1959), österreichischer Maler
- Séry, Paco (* 1956), ivorischer Jazz- und Fusion-Schlagzeuger
- Serych, Roman Leonidowitsch (1940–2008), russischer Bauingenieur und Hochschullehrer
- Seryoga (* 1976), russischer RapperSeryoga (* 1976)

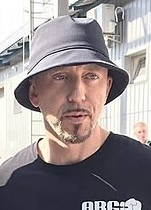
Seryoga (* 1976)

### Serz
- Seržant, Ilja A. (* 1977), deutscher Slawist